# Llista d'asteroides (248001-249000)
Llista d'asteroides del 248.001 al 249.000, amb data de descoberta i descobridor. És un fragment de la llista d'asteroides completa. Als asteroides se'ls dona un número quan es confirma la seva òrbita, per tant apareixen llistats aproximadament segons la data de descobriment.

## 248001-248100
| Nom    | Designació provisional | Data de descobriment  | Lloc de descobriment | Descobridor/s        |
| ------ | ---------------------- | --------------------- | -------------------- | -------------------- |
| 248001 | 2004 DS71              | 17 de febrer de 2004  | Catalina             | CSS                  |
| 248002 | 2004 EC16              | 12 de març de 2004    | Palomar              | NEAT                 |
| 248003 | 2004 EE25              | 15 de març de 2004    | Goodricke-Pigott     | R. A. Tucker         |
| 248004 | 2004 EG34              | 12 de març de 2004    | Palomar              | NEAT                 |
| 248005 | 2004 EK36              | 13 de març de 2004    | Palomar              | NEAT                 |
| 248006 | 2004 EJ41              | 15 de març de 2004    | Kitt Peak            | Spacewatch           |
| 248007 | 2004 EA45              | 15 de març de 2004    | Kitt Peak            | Spacewatch           |
| 248008 | 2004 EF46              | 15 de març de 2004    | Socorro              | LINEAR               |
| 248009 | 2004 EQ54              | 14 de març de 2004    | Palomar              | NEAT                 |
| 248010 | 2004 EZ56              | 15 de març de 2004    | Kitt Peak            | Spacewatch           |
| 248011 | 2004 EP69              | 15 de març de 2004    | Kitt Peak            | Spacewatch           |
| 248012 | 2004 EH94              | 15 de març de 2004    | Kitt Peak            | Spacewatch           |
| 248013 | 2004 EX108             | 15 de març de 2004    | Kitt Peak            | Spacewatch           |
| 248014 | 2004 FC13              | 16 de març de 2004    | Catalina             | CSS                  |
| 248015 | 2004 FL13              | 16 de març de 2004    | Kitt Peak            | Spacewatch           |
| 248016 | 2004 FM21              | 16 de març de 2004    | Kitt Peak            | Spacewatch           |
| 248017 | 2004 FZ25              | 17 de març de 2004    | Socorro              | LINEAR               |
| 248018 | 2004 FU28              | 27 de març de 2004    | Socorro              | LINEAR               |
| 248019 | 2004 FP36              | 16 de març de 2004    | Kitt Peak            | Spacewatch           |
| 248020 | 2004 FX40              | 18 de març de 2004    | Socorro              | LINEAR               |
| 248021 | 2004 FP51              | 19 de març de 2004    | Palomar              | NEAT                 |
| 248022 | 2004 FQ65              | 19 de març de 2004    | Socorro              | LINEAR               |
| 248023 | 2004 FR66              | 20 de març de 2004    | Socorro              | LINEAR               |
| 248024 | 2004 FG74              | 17 de març de 2004    | Kitt Peak            | Spacewatch           |
| 248025 | 2004 FG75              | 17 de març de 2004    | Kitt Peak            | Spacewatch           |
| 248026 | 2004 FA77              | 18 de març de 2004    | Socorro              | LINEAR               |
| 248027 | 2004 FU92              | 18 de març de 2004    | Socorro              | LINEAR               |
| 248028 | 2004 FJ130             | 22 de març de 2004    | Anderson Mesa        | LONEOS               |
| 248029 | 2004 FD135             | 27 de març de 2004    | Socorro              | LINEAR               |
| 248030 | 2004 FU165             | 16 de març de 2004    | Kitt Peak            | Spacewatch           |
| 248031 | 2004 GH2               | 9 d'abril de 2004     | Siding Spring        | Siding Spring Survey |
| 248032 | 2004 GV5               | 12 d'abril de 2004    | Palomar              | NEAT                 |
| 248033 | 2004 GA9               | 12 d'abril de 2004    | Kitt Peak            | Spacewatch           |
| 248034 | 2004 GT22              | 12 d'abril de 2004    | Anderson Mesa        | LONEOS               |
| 248035 | 2004 GK23              | 12 d'abril de 2004    | Kitt Peak            | Spacewatch           |
| 248036 | 2004 GY24              | 13 d'abril de 2004    | Siding Spring        | Siding Spring Survey |
| 248037 | 2004 GL30              | 12 d'abril de 2004    | Kitt Peak            | Spacewatch           |
| 248038 | 2004 GH34              | 13 d'abril de 2004    | Palomar              | NEAT                 |
| 248039 | 2004 GD80              | 12 d'abril de 2004    | Catalina             | CSS                  |
| 248040 | 2004 GW83              | 14 d'abril de 2004    | Palomar              | NEAT                 |
| 248041 | 2004 HN1               | 19 d'abril de 2004    | Socorro              | LINEAR               |
| 248042 | 2004 HF19              | 19 d'abril de 2004    | Kitt Peak            | Spacewatch           |
| 248043 | 2004 HQ29              | 21 d'abril de 2004    | Socorro              | LINEAR               |
| 248044 | 2004 HP37              | 21 d'abril de 2004    | Socorro              | LINEAR               |
| 248045 | 2004 HT49              | 23 d'abril de 2004    | Kitt Peak            | Spacewatch           |
| 248046 | 2004 HM55              | 24 d'abril de 2004    | Socorro              | LINEAR               |
| 248047 | 2004 HS63              | 26 d'abril de 2004    | Socorro              | LINEAR               |
| 248048 | 2004 HD70              | 24 d'abril de 2004    | Kitt Peak            | Spacewatch           |
| 248049 | 2004 JX11              | 13 de maig de 2004    | Socorro              | LINEAR               |
| 248050 | 2004 JT14              | 9 de maig de 2004     | Kitt Peak            | Spacewatch           |
| 248051 | 2004 JZ21              | 9 de maig de 2004     | Kitt Peak            | Spacewatch           |
| 248052 | 2004 JX55              | 14 de maig de 2004    | Palomar              | NEAT                 |
| 248053 | 2004 KN14              | 23 de maig de 2004    | Kitt Peak            | Spacewatch           |
| 248054 | 2004 KV17              | 27 de maig de 2004    | Reedy Creek          | J. Broughton         |
| 248055 | 2004 LT5               | 10 de juny de 2004    | Campo Imperatore     | CINEOS               |
| 248056 | 2004 LB8               | 11 de juny de 2004    | Anderson Mesa        | LONEOS               |
| 248057 | 2004 LN23              | 15 de juny de 2004    | Socorro              | LINEAR               |
| 248058 | 2004 LF24              | 12 de juny de 2004    | Socorro              | LINEAR               |
| 248059 | 2004 LV27              | 13 de juny de 2004    | Kitt Peak            | Spacewatch           |
| 248060 | 2004 LE31              | 13 de juny de 2004    | Socorro              | LINEAR               |
| 248061 | 2004 MD4               | 18 de juny de 2004    | Anderson Mesa        | LONEOS               |
| 248062 | 2004 MV6               | 25 de juny de 2004    | Reedy Creek          | J. Broughton         |
| 248063 | 2004 NE13              | 11 de juliol de 2004  | Socorro              | LINEAR               |
| 248064 | 2004 NH31              | 11 de juliol de 2004  | Anderson Mesa        | LONEOS               |
| 248065 | 2004 OZ                | 16 de juliol de 2004  | Campo Imperatore     | CINEOS               |
| 248066 | 2004 OA10              | 21 de juliol de 2004  | Reedy Creek          | J. Broughton         |
| 248067 | 2004 OO11              | 25 de juliol de 2004  | Anderson Mesa        | LONEOS               |
| 248068 | 2004 PT29              | 7 d'agost de 2004     | Palomar              | NEAT                 |
| 248069 | 2004 PX29              | 7 d'agost de 2004     | Palomar              | NEAT                 |
| 248070 | 2004 PX31              | 8 d'agost de 2004     | Socorro              | LINEAR               |
| 248071 | 2004 PA45              | 7 d'agost de 2004     | Palomar              | NEAT                 |
| 248072 | 2004 PP47              | 8 d'agost de 2004     | Socorro              | LINEAR               |
| 248073 | 2004 PT48              | 8 d'agost de 2004     | Socorro              | LINEAR               |
| 248074 | 2004 PD56              | 8 d'agost de 2004     | Campo Imperatore     | CINEOS               |
| 248075 | 2004 PO56              | 9 d'agost de 2004     | Socorro              | LINEAR               |
| 248076 | 2004 PG65              | 10 d'agost de 2004    | Socorro              | LINEAR               |
| 248077 | 2004 PD83              | 10 d'agost de 2004    | Socorro              | LINEAR               |
| 248078 | 2004 PW91              | 12 d'agost de 2004    | Socorro              | LINEAR               |
| 248079 | 2004 PE100             | 11 d'agost de 2004    | Siding Spring        | Siding Spring Survey |
| 248080 | 2004 PL110             | 12 d'agost de 2004    | Socorro              | LINEAR               |
| 248081 | 2004 QA8               | 16 d'agost de 2004    | Siding Spring        | Siding Spring Survey |
| 248082 | 2004 QY21              | 26 d'agost de 2004    | Catalina             | CSS                  |
| 248083 | 2004 QU24              | 27 d'agost de 2004    | Catalina             | CSS                  |
| 248084 | 2004 QU26              | 27 d'agost de 2004    | Anderson Mesa        | LONEOS               |
| 248085 | 2004 RO                | 3 de setembre de 2004 | Palomar              | NEAT                 |
| 248086 | 2004 RD1               | 3 de setembre de 2004 | Palomar              | NEAT                 |
| 248087 | 2004 RR5               | 4 de setembre de 2004 | Palomar              | NEAT                 |
| 248088 | 2004 RL13              | 6 de setembre de 2004 | Needville            | Needville            |
| 248089 | 2004 RF30              | 7 de setembre de 2004 | Socorro              | LINEAR               |
| 248090 | 2004 RA36              | 7 de setembre de 2004 | Socorro              | LINEAR               |
| 248091 | 2004 RV42              | 8 de setembre de 2004 | Socorro              | LINEAR               |
| 248092 | 2004 RL57              | 8 de setembre de 2004 | Socorro              | LINEAR               |
| 248093 | 2004 RH62              | 8 de setembre de 2004 | Socorro              | LINEAR               |
| 248094 | 2004 RE64              | 8 de setembre de 2004 | Socorro              | LINEAR               |
| 248095 | 2004 RX64              | 8 de setembre de 2004 | Socorro              | LINEAR               |
| 248096 | 2004 RJ73              | 8 de setembre de 2004 | Socorro              | LINEAR               |
| 248097 | 2004 RQ77              | 8 de setembre de 2004 | Socorro              | LINEAR               |
| 248098 | 2004 RG85              | 7 de setembre de 2004 | Bergisch Gladbac     | W. Bickel            |
| 248099 | 2004 RO87              | 7 de setembre de 2004 | Palomar              | NEAT                 |
| 248100 | 2004 RC91              | 8 de setembre de 2004 | Socorro              | LINEAR               |

## 248101-248200
| Nom               | Designació provisional | Data de descobriment   | Lloc de descobriment | Descobridor/s     |
| ----------------- | ---------------------- | ---------------------- | -------------------- | ----------------- |
| 248101            | 2004 RP91              | 8 de setembre de 2004  | Socorro              | LINEAR            |
| 248102            | 2004 RA92              | 8 de setembre de 2004  | Socorro              | LINEAR            |
| 248103            | 2004 RX94              | 8 de setembre de 2004  | Socorro              | LINEAR            |
| 248104            | 2004 RJ98              | 8 de setembre de 2004  | Socorro              | LINEAR            |
| 248105            | 2004 RT102             | 8 de setembre de 2004  | Socorro              | LINEAR            |
| 248106            | 2004 RP105             | 8 de setembre de 2004  | Palomar              | NEAT              |
| 248107            | 2004 RA109             | 9 de setembre de 2004  | Kitt Peak            | Spacewatch        |
| 248108            | 2004 RR118             | 7 de setembre de 2004  | Kitt Peak            | Spacewatch        |
| 248109            | 2004 RN137             | 8 de setembre de 2004  | Socorro              | LINEAR            |
| 248110            | 2004 RN138             | 8 de setembre de 2004  | Palomar              | NEAT              |
| 248111            | 2004 RX158             | 10 de setembre de 2004 | Socorro              | LINEAR            |
| 248112            | 2004 RY167             | 7 de setembre de 2004  | Palomar              | NEAT              |
| 248113            | 2004 RG170             | 8 de setembre de 2004  | Palomar              | NEAT              |
| 248114            | 2004 RR178             | 10 de setembre de 2004 | Socorro              | LINEAR            |
| 248115            | 2004 RS179             | 10 de setembre de 2004 | Socorro              | LINEAR            |
| 248116            | 2004 RN180             | 10 de setembre de 2004 | Socorro              | LINEAR            |
| 248117            | 2004 RF189             | 10 de setembre de 2004 | Socorro              | LINEAR            |
| 248118            | 2004 RB193             | 10 de setembre de 2004 | Socorro              | LINEAR            |
| 248119            | 2004 RA194             | 10 de setembre de 2004 | Socorro              | LINEAR            |
| 248120            | 2004 RO195             | 10 de setembre de 2004 | Socorro              | LINEAR            |
| 248121            | 2004 RR198             | 10 de setembre de 2004 | Socorro              | LINEAR            |
| 248122            | 2004 RB199             | 10 de setembre de 2004 | Socorro              | LINEAR            |
| 248123            | 2004 RR200             | 10 de setembre de 2004 | Socorro              | LINEAR            |
| 248124            | 2004 RY208             | 11 de setembre de 2004 | Socorro              | LINEAR            |
| 248125            | 2004 RG212             | 11 de setembre de 2004 | Socorro              | LINEAR            |
| 248126            | 2004 RD214             | 11 de setembre de 2004 | Socorro              | LINEAR            |
| 248127            | 2004 RL220             | 11 de setembre de 2004 | Socorro              | LINEAR            |
| 248128            | 2004 RN291             | 10 de setembre de 2004 | Socorro              | LINEAR            |
| 248129            | 2004 RK312             | 15 de setembre de 2004 | Anderson Mesa        | LONEOS            |
| 248130            | 2004 RC347             | 14 de setembre de 2004 | Anderson Mesa        | LONEOS            |
| 248131            | 2004 SB24              | 17 de setembre de 2004 | Kitt Peak            | Spacewatch        |
| 248132            | 2004 SJ36              | 17 de setembre de 2004 | Kitt Peak            | Spacewatch        |
| 248133            | 2004 SM38              | 17 de setembre de 2004 | Socorro              | LINEAR            |
| 248134            | 2004 SY47              | 18 de setembre de 2004 | Socorro              | LINEAR            |
| 248135            | 2004 SB48              | 18 de setembre de 2004 | Socorro              | LINEAR            |
| 248136            | 2004 SR48              | 21 de setembre de 2004 | Socorro              | LINEAR            |
| 248137            | 2004 SC49              | 21 de setembre de 2004 | Socorro              | LINEAR            |
| 248138            | 2004 SA53              | 22 de setembre de 2004 | Socorro              | LINEAR            |
| 248139            | 2004 SH62              | 17 de setembre de 2004 | Kitt Peak            | Spacewatch        |
| 248140            | 2004 SJ62              | 21 de setembre de 2004 | Anderson Mesa        | LONEOS            |
| 248141            | 2004 TW31              | 4 d'octubre de 2004    | Kitt Peak            | Spacewatch        |
| 248142            | 2004 TH60              | 5 d'octubre de 2004    | Anderson Mesa        | LONEOS            |
| 248143            | 2004 TV105             | 7 d'octubre de 2004    | Socorro              | LINEAR            |
| 248144            | 2004 TB117             | 5 d'octubre de 2004    | Anderson Mesa        | LONEOS            |
| 248145            | 2004 TO117             | 5 d'octubre de 2004    | Socorro              | LINEAR            |
| 248146            | 2004 TY118             | 6 d'octubre de 2004    | Anderson Mesa        | LONEOS            |
| 248147            | 2004 TR120             | 6 d'octubre de 2004    | Palomar              | NEAT              |
| 248148            | 2004 TF182             | 7 d'octubre de 2004    | Kitt Peak            | Spacewatch        |
| 248149            | 2004 TM182             | 7 d'octubre de 2004    | Kitt Peak            | Spacewatch        |
| 248150            | 2004 TM196             | 7 d'octubre de 2004    | Kitt Peak            | Spacewatch        |
| 248151            | 2004 TP197             | 7 d'octubre de 2004    | Kitt Peak            | Spacewatch        |
| 248152            | 2004 TT203             | 7 d'octubre de 2004    | Kitt Peak            | Spacewatch        |
| 248153            | 2004 TR235             | 8 d'octubre de 2004    | Kitt Peak            | Spacewatch        |
| 248154            | 2004 TO236             | 8 d'octubre de 2004    | Socorro              | LINEAR            |
| 248155            | 2004 TK293             | 10 d'octubre de 2004   | Kitt Peak            | Spacewatch        |
| 248156            | 2004 TW298             | 13 d'octubre de 2004   | Kitt Peak            | Spacewatch        |
| 248157            | 2004 TJ326             | 14 d'octubre de 2004   | Palomar              | NEAT              |
| 248158            | 2004 UV9               | 24 d'octubre de 2004   | Anderson Mesa        | LONEOS            |
| 248159            | 2004 VH                | 2 de novembre de 2004  | Palomar              | NEAT              |
| 248160            | 2004 VU8               | 3 de novembre de 2004  | Anderson Mesa        | LONEOS            |
| 248161            | 2004 VM9               | 3 de novembre de 2004  | Anderson Mesa        | LONEOS            |
| 248162            | 2004 VH13              | 3 de novembre de 2004  | Palomar              | NEAT              |
| 248163            | 2004 VW53              | 7 de novembre de 2004  | Socorro              | LINEAR            |
| 248164            | 2004 VY63              | 9 de novembre de 2004  | Catalina             | CSS               |
| 248165            | 2004 VK77              | 12 de novembre de 2004 | Socorro              | LINEAR            |
| 248166            | 2004 XX2               | 2 de desembre de 2004  | Catalina             | CSS               |
| 248167            | 2004 XW10              | 3 de desembre de 2004  | Kitt Peak            | Spacewatch        |
| 248168            | 2004 XB29              | 10 de desembre de 2004 | Kitt Peak            | Spacewatch        |
| 248169            | 2004 XP59              | 11 de desembre de 2004 | Socorro              | LINEAR            |
| 248170            | 2004 XF60              | 12 de desembre de 2004 | Kitt Peak            | Spacewatch        |
| 248171            | 2004 XH61              | 12 de desembre de 2004 | Kitt Peak            | Spacewatch        |
| 248172            | 2004 XO65              | 2 de desembre de 2004  | Socorro              | LINEAR            |
| 248173            | 2004 XX68              | 8 de desembre de 2004  | Socorro              | LINEAR            |
| 248174            | 2004 XQ83              | 11 de desembre de 2004 | Kitt Peak            | Spacewatch        |
| 248175            | 2004 XK95              | 11 de desembre de 2004 | Kitt Peak            | Spacewatch        |
| 248176            | 2004 XQ123             | 10 de desembre de 2004 | Socorro              | LINEAR            |
| 248177            | 2004 YW11              | 18 de desembre de 2004 | Mount Lemmon         | Mt. Lemmon Survey |
| 248178            | 2005 AH3               | 6 de gener de 2005     | Socorro              | LINEAR            |
| 248179            | 2005 AE5               | 6 de gener de 2005     | Catalina             | CSS               |
| 248180            | 2005 AW8               | 6 de gener de 2005     | Catalina             | CSS               |
| 248181            | 2005 AH17              | 6 de gener de 2005     | Socorro              | LINEAR            |
| 248182            | 2005 AV26              | 13 de gener de 2005    | Catalina             | CSS               |
| 248183 Peisandros | 2005 AD28              | 13 de gener de 2005    | Vicques              | M. Ory            |
| 248184            | 2005 AQ74              | 15 de gener de 2005    | Kitt Peak            | Spacewatch        |
| 248185            | 2005 AU74              | 15 de gener de 2005    | Kitt Peak            | Spacewatch        |
| 248186            | 2005 AY82              | 6 de gener de 2005     | Catalina             | CSS               |
| 248187            | 2005 BA1               | 16 de gener de 2005    | Kitt Peak            | Spacewatch        |
| 248188            | 2005 BM5               | 16 de gener de 2005    | Kitt Peak            | Spacewatch        |
| 248189            | 2005 BE17              | 16 de gener de 2005    | Kitt Peak            | Spacewatch        |
| 248190            | 2005 BL32              | 16 de gener de 2005    | Mauna Kea            | C. Veillet        |
| 248191            | 2005 CK6               | 1 de febrer de 2005    | Kitt Peak            | Spacewatch        |
| 248192            | 2005 CB20              | 2 de febrer de 2005    | Kitt Peak            | Spacewatch        |
| 248193            | 2005 CR33              | 2 de febrer de 2005    | Kitt Peak            | Spacewatch        |
| 248194            | 2005 CZ39              | 4 de febrer de 2005    | Kitt Peak            | Spacewatch        |
| 248195            | 2005 CP53              | 3 de febrer de 2005    | Socorro              | LINEAR            |
| 248196            | 2005 CL75              | 2 de febrer de 2005    | Kitt Peak            | Spacewatch        |
| 248197            | 2005 CE79              | 1 de febrer de 2005    | Kitt Peak            | Spacewatch        |
| 248198            | 2005 EH1               | 2 de març de 2005      | Kitt Peak            | Spacewatch        |
| 248199            | 2005 EG8               | 1 de març de 2005      | Kitt Peak            | Spacewatch        |
| 248200            | 2005 EY25              | 3 de març de 2005      | Catalina             | CSS               |

## 248201-248300
| Nom    | Designació provisional | Data de descobriment | Lloc de descobriment | Descobridor/s        |
| ------ | ---------------------- | -------------------- | -------------------- | -------------------- |
| 248201 | 2005 ES26              | 3 de març de 2005    | Catalina             | CSS                  |
| 248202 | 2005 EV35              | 4 de març de 2005    | Catalina             | CSS                  |
| 248203 | 2005 EV38              | 8 de març de 2005    | Mayhill              | A. Lowe              |
| 248204 | 2005 EA43              | 3 de març de 2005    | Kitt Peak            | Spacewatch           |
| 248205 | 2005 ED43              | 3 de març de 2005    | Kitt Peak            | Spacewatch           |
| 248206 | 2005 ET50              | 3 de març de 2005    | Catalina             | CSS                  |
| 248207 | 2005 ED75              | 3 de març de 2005    | Kitt Peak            | Spacewatch           |
| 248208 | 2005 EP83              | 4 de març de 2005    | Kitt Peak            | Spacewatch           |
| 248209 | 2005 EW88              | 8 de març de 2005    | Kitt Peak            | Spacewatch           |
| 248210 | 2005 EE96              | 3 de març de 2005    | Catalina             | CSS                  |
| 248211 | 2005 EF102             | 3 de març de 2005    | Kitt Peak            | Spacewatch           |
| 248212 | 2005 EN102             | 3 de març de 2005    | Kitt Peak            | Spacewatch           |
| 248213 | 2005 ES108             | 4 de març de 2005    | Catalina             | CSS                  |
| 248214 | 2005 ED117             | 4 de març de 2005    | Mount Lemmon         | Mt. Lemmon Survey    |
| 248215 | 2005 EZ127             | 9 de març de 2005    | Vail-Jarnac          | Jarnac               |
| 248216 | 2005 EB130             | 9 de març de 2005    | Kitt Peak            | Spacewatch           |
| 248217 | 2005 ER160             | 9 de març de 2005    | Mount Lemmon         | Mt. Lemmon Survey    |
| 248218 | 2005 EA170             | 10 de març de 2005   | Mayhill              | A. Lowe              |
| 248219 | 2005 EC172             | 7 de març de 2005    | Socorro              | LINEAR               |
| 248220 | 2005 EK177             | 8 de març de 2005    | Mount Lemmon         | Mt. Lemmon Survey    |
| 248221 | 2005 EF178             | 9 de març de 2005    | Kitt Peak            | Spacewatch           |
| 248222 | 2005 ER195             | 11 de març de 2005   | Mount Lemmon         | Mt. Lemmon Survey    |
| 248223 | 2005 EK196             | 11 de març de 2005   | Mount Lemmon         | Mt. Lemmon Survey    |
| 248224 | 2005 EU199             | 12 de març de 2005   | Kitt Peak            | Spacewatch           |
| 248225 | 2005 EL205             | 12 de març de 2005   | Kitt Peak            | Spacewatch           |
| 248226 | 2005 EO206             | 13 de març de 2005   | Catalina             | CSS                  |
| 248227 | 2005 ES207             | 12 de març de 2005   | Socorro              | LINEAR               |
| 248228 | 2005 EA208             | 4 de març de 2005    | Kitt Peak            | Spacewatch           |
| 248229 | 2005 EU215             | 8 de març de 2005    | Anderson Mesa        | LONEOS               |
| 248230 | 2005 ET216             | 8 de març de 2005    | Mount Lemmon         | Mt. Lemmon Survey    |
| 248231 | 2005 EV217             | 9 de març de 2005    | Mount Lemmon         | Mt. Lemmon Survey    |
| 248232 | 2005 EZ220             | 11 de març de 2005   | Mount Lemmon         | Mt. Lemmon Survey    |
| 248233 | 2005 EG222             | 7 de març de 2005    | Socorro              | LINEAR               |
| 248234 | 2005 EN240             | 11 de març de 2005   | Kitt Peak            | Spacewatch           |
| 248235 | 2005 EJ242             | 11 de març de 2005   | Catalina             | CSS                  |
| 248236 | 2005 EE246             | 12 de març de 2005   | Kitt Peak            | Spacewatch           |
| 248237 | 2005 ER247             | 12 de març de 2005   | Kitt Peak            | Spacewatch           |
| 248238 | 2005 EQ249             | 13 de març de 2005   | Mount Lemmon         | Mt. Lemmon Survey    |
| 248239 | 2005 EW278             | 9 de març de 2005    | Mount Lemmon         | Mt. Lemmon Survey    |
| 248240 | 2005 ET281             | 10 de març de 2005   | Catalina             | CSS                  |
| 248241 | 2005 ER283             | 11 de març de 2005   | Catalina             | CSS                  |
| 248242 | 2005 EA286             | 1 de març de 2005    | Catalina             | CSS                  |
| 248243 | 2005 EE331             | 13 de març de 2005   | Catalina             | CSS                  |
| 248244 | 2005 FO2               | 17 de març de 2005   | Kitt Peak            | Spacewatch           |
| 248245 | 2005 FQ5               | 30 de març de 2005   | Goodricke-Pigott     | P. Kumar             |
| 248246 | 2005 GD10              | 4 d'abril de 2005    | Vail-Jarnac          | Jarnac               |
| 248247 | 2005 GO14              | 2 d'abril de 2005    | Kitt Peak            | Spacewatch           |
| 248248 | 2005 GH19              | 2 d'abril de 2005    | Mount Lemmon         | Mt. Lemmon Survey    |
| 248249 | 2005 GX19              | 2 d'abril de 2005    | Mount Lemmon         | Mt. Lemmon Survey    |
| 248250 | 2005 GS20              | 2 d'abril de 2005    | Mount Lemmon         | Mt. Lemmon Survey    |
| 248251 | 2005 GO23              | 1 d'abril de 2005    | Anderson Mesa        | LONEOS               |
| 248252 | 2005 GQ23              | 1 d'abril de 2005    | Goodricke-Pigott     | V. Reddy             |
| 248253 | 2005 GW27              | 3 d'abril de 2005    | Palomar              | NEAT                 |
| 248254 | 2005 GV37              | 2 d'abril de 2005    | Siding Spring        | Siding Spring Survey |
| 248255 | 2005 GP50              | 5 d'abril de 2005    | Kitt Peak            | Spacewatch           |
| 248256 | 2005 GN64              | 2 d'abril de 2005    | Anderson Mesa        | LONEOS               |
| 248257 | 2005 GR67              | 2 d'abril de 2005    | Mount Lemmon         | Mt. Lemmon Survey    |
| 248258 | 2005 GL71              | 4 d'abril de 2005    | Catalina             | CSS                  |
| 248259 | 2005 GK73              | 4 d'abril de 2005    | Catalina             | CSS                  |
| 248260 | 2005 GX93              | 6 d'abril de 2005    | Kitt Peak            | Spacewatch           |
| 248261 | 2005 GS112             | 6 d'abril de 2005    | Kitt Peak            | Spacewatch           |
| 248262 | 2005 GR128             | 4 d'abril de 2005    | Vallemare Borbon     | Vallemare Borbona    |
| 248263 | 2005 GZ141             | 10 d'abril de 2005   | Kitt Peak            | Spacewatch           |
| 248264 | 2005 GU149             | 11 d'abril de 2005   | Kitt Peak            | Spacewatch           |
| 248265 | 2005 GG154             | 8 d'abril de 2005    | Socorro              | LINEAR               |
| 248266 | 2005 GC161             | 13 d'abril de 2005   | Socorro              | LINEAR               |
| 248267 | 2005 GU170             | 12 d'abril de 2005   | Anderson Mesa        | LONEOS               |
| 248268 | 2005 GU180             | 12 d'abril de 2005   | Kitt Peak            | Spacewatch           |
| 248269 | 2005 HK3               | 18 d'abril de 2005   | Catalina             | CSS                  |
| 248270 | 2005 HE6               | 30 d'abril de 2005   | Kitt Peak            | Spacewatch           |
| 248271 | 2005 HY6               | 30 d'abril de 2005   | Siding Spring        | Siding Spring Survey |
| 248272 | 2005 JE2               | 2 de maig de 2005    | Kitt Peak            | Spacewatch           |
| 248273 | 2005 JM2               | 3 de maig de 2005    | Kitt Peak            | Spacewatch           |
| 248274 | 2005 JG15              | 2 de maig de 2005    | Kitt Peak            | Spacewatch           |
| 248275 | 2005 JZ16              | 4 de maig de 2005    | Palomar              | NEAT                 |
| 248276 | 2005 JP41              | 7 de maig de 2005    | Mount Lemmon         | Mt. Lemmon Survey    |
| 248277 | 2005 JU42              | 8 de maig de 2005    | Catalina             | CSS                  |
| 248278 | 2005 JW44              | 4 de maig de 2005    | Catalina             | CSS                  |
| 248279 | 2005 JL60              | 8 de maig de 2005    | Kitt Peak            | Spacewatch           |
| 248280 | 2005 JL64              | 4 de maig de 2005    | Palomar              | NEAT                 |
| 248281 | 2005 JD84              | 8 de maig de 2005    | Kitt Peak            | Spacewatch           |
| 248282 | 2005 JL98              | 8 de maig de 2005    | Socorro              | LINEAR               |
| 248283 | 2005 JC99              | 9 de maig de 2005    | Mount Lemmon         | Mt. Lemmon Survey    |
| 248284 | 2005 JS113             | 10 de maig de 2005   | Kitt Peak            | Spacewatch           |
| 248285 | 2005 JY119             | 10 de maig de 2005   | Kitt Peak            | Spacewatch           |
| 248286 | 2005 JX130             | 13 de maig de 2005   | Kitt Peak            | Spacewatch           |
| 248287 | 2005 JA136             | 11 de maig de 2005   | Catalina             | CSS                  |
| 248288 | 2005 JG138             | 13 de maig de 2005   | Kitt Peak            | Spacewatch           |
| 248289 | 2005 KM                | 16 de maig de 2005   | Mount Lemmon         | Mt. Lemmon Survey    |
| 248290 | 2005 KU9               | 29 de maig de 2005   | Reedy Creek          | J. Broughton         |
| 248291 | 2005 KS10              | 30 de maig de 2005   | Catalina             | CSS                  |
| 248292 | 2005 KV11              | 28 de maig de 2005   | Reedy Creek          | J. Broughton         |
| 248293 | 2005 LN1               | 1 de juny de 2005    | Mount Lemmon         | Mt. Lemmon Survey    |
| 248294 | 2005 LZ2               | 2 de juny de 2005    | Catalina             | CSS                  |
| 248295 | 2005 LY3               | 4 de juny de 2005    | Reedy Creek          | J. Broughton         |
| 248296 | 2005 LK9               | 1 de juny de 2005    | Kitt Peak            | Spacewatch           |
| 248297 | 2005 LL14              | 5 de juny de 2005    | Kitt Peak            | Spacewatch           |
| 248298 | 2005 LX19              | 9 de juny de 2005    | Siding Spring        | Siding Spring Survey |
| 248299 | 2005 LS22              | 8 de juny de 2005    | Kitt Peak            | Spacewatch           |
| 248300 | 2005 LP23              | 10 de juny de 2005   | Kitt Peak            | Spacewatch           |

## 248301-248400
| Nom    | Designació provisional | Data de descobriment   | Lloc de descobriment | Descobridor/s        |
| ------ | ---------------------- | ---------------------- | -------------------- | -------------------- |
| 248301 | 2005 LA25              | 8 de juny de 2005      | Kitt Peak            | Spacewatch           |
| 248302 | 2005 LZ37              | 11 de juny de 2005     | Kitt Peak            | Spacewatch           |
| 248303 | 2005 LC48              | 5 de juny de 2005      | Reedy Creek          | J. Broughton         |
| 248304 | 2005 MS1               | 17 de juny de 2005     | Mount Lemmon         | Mt. Lemmon Survey    |
| 248305 | 2005 MC41              | 30 de juny de 2005     | Kitt Peak            | Spacewatch           |
| 248306 | 2005 MP42              | 29 de juny de 2005     | Kitt Peak            | Spacewatch           |
| 248307 | 2005 MW54              | 30 de juny de 2005     | Kitt Peak            | Spacewatch           |
| 248308 | 2005 NQ11              | 4 de juliol de 2005    | Palomar              | NEAT                 |
| 248309 | 2005 ND17              | 3 de juliol de 2005    | Palomar              | NEAT                 |
| 248310 | 2005 NJ22              | 1 de juliol de 2005    | Kitt Peak            | Spacewatch           |
| 248311 | 2005 NM28              | 5 de juliol de 2005    | Palomar              | NEAT                 |
| 248312 | 2005 NL36              | 6 de juliol de 2005    | Kitt Peak            | Spacewatch           |
| 248313 | 2005 NE60              | 9 de juliol de 2005    | Kitt Peak            | Spacewatch           |
| 248314 | 2005 NB69              | 3 de juliol de 2005    | Palomar              | NEAT                 |
| 248315 | 2005 OF1               | 19 de juliol de 2005   | Palomar              | NEAT                 |
| 248316 | 2005 OO10              | 27 de juliol de 2005   | Palomar              | NEAT                 |
| 248317 | 2005 OL27              | 31 de juliol de 2005   | Palomar              | NEAT                 |
| 248318 | 2005 PF2               | 2 d'agost de 2005      | Socorro              | LINEAR               |
| 248319 | 2005 PJ6               | 7 d'agost de 2005      | Reedy Creek          | J. Broughton         |
| 248320 | 2005 PY15              | 4 d'agost de 2005      | Palomar              | NEAT                 |
| 248321 | 2005 PL20              | 14 d'agost de 2005     | Vallemare Borbon     | V. S. Casulli        |
| 248322 | 2005 PY28              | 6 d'agost de 2005      | Siding Spring        | Siding Spring Survey |
| 248323 | 2005 QD2               | 23 d'agost de 2005     | Haleakala            | NEAT                 |
| 248324 | 2005 QX7               | 24 d'agost de 2005     | Palomar              | NEAT                 |
| 248325 | 2005 QS12              | 24 d'agost de 2005     | Palomar              | NEAT                 |
| 248326 | 2005 QA14              | 24 d'agost de 2005     | Palomar              | NEAT                 |
| 248327 | 2005 QD14              | 24 d'agost de 2005     | Palomar              | NEAT                 |
| 248328 | 2005 QL18              | 25 d'agost de 2005     | Palomar              | NEAT                 |
| 248329 | 2005 QO31              | 22 d'agost de 2005     | Haleakala            | NEAT                 |
| 248330 | 2005 QL35              | 25 d'agost de 2005     | Palomar              | NEAT                 |
| 248331 | 2005 QP38              | 25 d'agost de 2005     | Campo Imperatore     | CINEOS               |
| 248332 | 2005 QM41              | 26 d'agost de 2005     | Anderson Mesa        | LONEOS               |
| 248333 | 2005 QS43              | 26 d'agost de 2005     | Palomar              | NEAT                 |
| 248334 | 2005 QN53              | 28 d'agost de 2005     | Kitt Peak            | Spacewatch           |
| 248335 | 2005 QB59              | 25 d'agost de 2005     | Palomar              | NEAT                 |
| 248336 | 2005 QO69              | 28 d'agost de 2005     | Siding Spring        | Siding Spring Survey |
| 248337 | 2005 QL71              | 29 d'agost de 2005     | Socorro              | LINEAR               |
| 248338 | 2005 QW82              | 29 d'agost de 2005     | Anderson Mesa        | LONEOS               |
| 248339 | 2005 QA83              | 29 d'agost de 2005     | Anderson Mesa        | LONEOS               |
| 248340 | 2005 QB84              | 29 d'agost de 2005     | Anderson Mesa        | LONEOS               |
| 248341 | 2005 QA87              | 30 d'agost de 2005     | Socorro              | LINEAR               |
| 248342 | 2005 QZ87              | 29 d'agost de 2005     | Bergisch Gladbac     | W. Bickel            |
| 248343 | 2005 QY93              | 26 d'agost de 2005     | Palomar              | NEAT                 |
| 248344 | 2005 QE107             | 27 d'agost de 2005     | Palomar              | NEAT                 |
| 248345 | 2005 QF108             | 27 d'agost de 2005     | Palomar              | NEAT                 |
| 248346 | 2005 QD111             | 27 d'agost de 2005     | Palomar              | NEAT                 |
| 248347 | 2005 QP111             | 27 d'agost de 2005     | Palomar              | NEAT                 |
| 248348 | 2005 QH114             | 27 d'agost de 2005     | Palomar              | NEAT                 |
| 248349 | 2005 QY117             | 28 d'agost de 2005     | Kitt Peak            | Spacewatch           |
| 248350 | 2005 QE125             | 28 d'agost de 2005     | Kitt Peak            | Spacewatch           |
| 248351 | 2005 QR129             | 28 d'agost de 2005     | Kitt Peak            | Spacewatch           |
| 248352 | 2005 QV130             | 28 d'agost de 2005     | Kitt Peak            | Spacewatch           |
| 248353 | 2005 QJ132             | 28 d'agost de 2005     | Kitt Peak            | Spacewatch           |
| 248354 | 2005 QY136             | 28 d'agost de 2005     | Kitt Peak            | Spacewatch           |
| 248355 | 2005 QD142             | 30 d'agost de 2005     | Socorro              | LINEAR               |
| 248356 | 2005 QC143             | 31 d'agost de 2005     | Anderson Mesa        | LONEOS               |
| 248357 | 2005 QD146             | 28 d'agost de 2005     | Anderson Mesa        | LONEOS               |
| 248358 | 2005 QV147             | 28 d'agost de 2005     | Siding Spring        | Siding Spring Survey |
| 248359 | 2005 QQ150             | 28 d'agost de 2005     | Siding Spring        | Siding Spring Survey |
| 248360 | 2005 QW157             | 26 d'agost de 2005     | Palomar              | NEAT                 |
| 248361 | 2005 QV160             | 28 d'agost de 2005     | Kitt Peak            | Spacewatch           |
| 248362 | 2005 QQ161             | 28 d'agost de 2005     | Siding Spring        | Siding Spring Survey |
| 248363 | 2005 QK164             | 31 d'agost de 2005     | Palomar              | NEAT                 |
| 248364 | 2005 QO166             | 26 d'agost de 2005     | Campo Imperatore     | CINEOS               |
| 248365 | 2005 QB168             | 29 d'agost de 2005     | Palomar              | NEAT                 |
| 248366 | 2005 QQ169             | 29 d'agost de 2005     | Palomar              | NEAT                 |
| 248367 | 2005 QG170             | 29 d'agost de 2005     | Palomar              | NEAT                 |
| 248368 | 2005 QO170             | 29 d'agost de 2005     | Palomar              | NEAT                 |
| 248369 | 2005 QG173             | 29 d'agost de 2005     | Palomar              | NEAT                 |
| 248370 | 2005 QN173             | 29 d'agost de 2005     | Palomar              | NEAT                 |
| 248371 | 2005 QA180             | 26 d'agost de 2005     | Palomar              | NEAT                 |
| 248372 | 2005 QD189             | 24 d'agost de 2005     | Palomar              | NEAT                 |
| 248373 | 2005 RT7               | 8 de setembre de 2005  | Socorro              | LINEAR               |
| 248374 | 2005 RF11              | 10 de setembre de 2005 | Anderson Mesa        | LONEOS               |
| 248375 | 2005 RA19              | 1 de setembre de 2005  | Kitt Peak            | Spacewatch           |
| 248376 | 2005 RV20              | 1 de setembre de 2005  | Palomar              | NEAT                 |
| 248377 | 2005 RV26              | 9 de setembre de 2005  | Socorro              | LINEAR               |
| 248378 | 2005 RQ27              | 10 de setembre de 2005 | Anderson Mesa        | LONEOS               |
| 248379 | 2005 RT27              | 10 de setembre de 2005 | Anderson Mesa        | LONEOS               |
| 248380 | 2005 RE28              | 11 de setembre de 2005 | Anderson Mesa        | LONEOS               |
| 248381 | 2005 SF1               | 23 de setembre de 2005 | Hormersdorf          | J. Lorenz            |
| 248382 | 2005 SY6               | 23 de setembre de 2005 | Kitt Peak            | Spacewatch           |
| 248383 | 2005 SG10              | 26 de setembre de 2005 | Socorro              | LINEAR               |
| 248384 | 2005 SM11              | 23 de setembre de 2005 | Kitt Peak            | Spacewatch           |
| 248385 | 2005 SJ14              | 24 de setembre de 2005 | Anderson Mesa        | LONEOS               |
| 248386 | 2005 SK14              | 24 de setembre de 2005 | Anderson Mesa        | LONEOS               |
| 248387 | 2005 SB19              | 26 de setembre de 2005 | Palomar              | NEAT                 |
| 248388 | 2005 SE19              | 26 de setembre de 2005 | Vallemare Borbon     | V. S. Casulli        |
| 248389 | 2005 SV21              | 23 de setembre de 2005 | Cordell-Lorenz       | D. T. Durig          |
| 248390 | 2005 SK23              | 23 de setembre de 2005 | Catalina             | CSS                  |
| 248391 | 2005 SV23              | 23 de setembre de 2005 | Catalina             | CSS                  |
| 248392 | 2005 SY34              | 23 de setembre de 2005 | Kitt Peak            | Spacewatch           |
| 248393 | 2005 SR37              | 24 de setembre de 2005 | Kitt Peak            | Spacewatch           |
| 248394 | 2005 SM38              | 24 de setembre de 2005 | Kitt Peak            | Spacewatch           |
| 248395 | 2005 SG46              | 24 de setembre de 2005 | Kitt Peak            | Spacewatch           |
| 248396 | 2005 SM60              | 26 de setembre de 2005 | Palomar              | NEAT                 |
| 248397 | 2005 SN65              | 26 de setembre de 2005 | Palomar              | NEAT                 |
| 248398 | 2005 SW69              | 27 de setembre de 2005 | Palomar              | NEAT                 |
| 248399 | 2005 SC73              | 23 de setembre de 2005 | Catalina             | CSS                  |
| 248400 | 2005 ST73              | 23 de setembre de 2005 | Catalina             | CSS                  |

## 248401-248500
| Nom    | Designació provisional | Data de descobriment   | Lloc de descobriment | Descobridor/s     |
| ------ | ---------------------- | ---------------------- | -------------------- | ----------------- |
| 248401 | 2005 SP75              | 24 de setembre de 2005 | Kitt Peak            | Spacewatch        |
| 248402 | 2005 SC97              | 25 de setembre de 2005 | Kitt Peak            | Spacewatch        |
| 248403 | 2005 SJ99              | 25 de setembre de 2005 | Kitt Peak            | Spacewatch        |
| 248404 | 2005 SQ102             | 25 de setembre de 2005 | Kitt Peak            | Spacewatch        |
| 248405 | 2005 SL103             | 25 de setembre de 2005 | Palomar              | NEAT              |
| 248406 | 2005 SJ105             | 25 de setembre de 2005 | Kitt Peak            | Spacewatch        |
| 248407 | 2005 SO118             | 28 de setembre de 2005 | Palomar              | NEAT              |
| 248408 | 2005 SG121             | 29 de setembre de 2005 | Kitt Peak            | Spacewatch        |
| 248409 | 2005 SN141             | 25 de setembre de 2005 | Kitt Peak            | Spacewatch        |
| 248410 | 2005 SM152             | 25 de setembre de 2005 | Kitt Peak            | Spacewatch        |
| 248411 | 2005 SV159             | 26 de setembre de 2005 | Palomar              | NEAT              |
| 248412 | 2005 SE165             | 28 de setembre de 2005 | Palomar              | NEAT              |
| 248413 | 2005 SM169             | 29 de setembre de 2005 | Kitt Peak            | Spacewatch        |
| 248414 | 2005 SN177             | 29 de setembre de 2005 | Kitt Peak            | Spacewatch        |
| 248415 | 2005 ST180             | 29 de setembre de 2005 | Mount Lemmon         | Mt. Lemmon Survey |
| 248416 | 2005 SS187             | 29 de setembre de 2005 | Anderson Mesa        | LONEOS            |
| 248417 | 2005 SK204             | 30 de setembre de 2005 | Mount Lemmon         | Mt. Lemmon Survey |
| 248418 | 2005 ST205             | 30 de setembre de 2005 | Anderson Mesa        | LONEOS            |
| 248419 | 2005 SX205             | 30 de setembre de 2005 | Palomar              | NEAT              |
| 248420 | 2005 SG206             | 30 de setembre de 2005 | Anderson Mesa        | LONEOS            |
| 248421 | 2005 SK215             | 30 de setembre de 2005 | Catalina             | CSS               |
| 248422 | 2005 SL217             | 30 de setembre de 2005 | Palomar              | NEAT              |
| 248423 | 2005 SE218             | 30 de setembre de 2005 | Palomar              | NEAT              |
| 248424 | 2005 SW220             | 29 de setembre de 2005 | Catalina             | CSS               |
| 248425 | 2005 SZ255             | 22 de setembre de 2005 | Palomar              | NEAT              |
| 248426 | 2005 SP257             | 18 de setembre de 2005 | Palomar              | NEAT              |
| 248427 | 2005 SW260             | 24 de setembre de 2005 | Kitt Peak            | Spacewatch        |
| 248428 | 2005 SK269             | 26 de setembre de 2005 | Catalina             | CSS               |
| 248429 | 2005 SS280             | 29 de setembre de 2005 | Catalina             | CSS               |
| 248430 | 2005 SM284             | 25 de setembre de 2005 | Apache Point         | A. C. Becker      |
| 248431 | 2005 TB2               | 1 d'octubre de 2005    | Mount Lemmon         | Mt. Lemmon Survey |
| 248432 | 2005 TO5               | 1 d'octubre de 2005    | Catalina             | CSS               |
| 248433 | 2005 TY9               | 2 d'octubre de 2005    | Palomar              | NEAT              |
| 248434 | 2005 TW12              | 2 d'octubre de 2005    | Palomar              | NEAT              |
| 248435 | 2005 TM22              | 1 d'octubre de 2005    | Catalina             | CSS               |
| 248436 | 2005 TN23              | 1 d'octubre de 2005    | Socorro              | LINEAR            |
| 248437 | 2005 TL25              | 1 d'octubre de 2005    | Mount Lemmon         | Mt. Lemmon Survey |
| 248438 | 2005 TS36              | 1 d'octubre de 2005    | Socorro              | LINEAR            |
| 248439 | 2005 TY40              | 1 d'octubre de 2005    | Mount Lemmon         | Mt. Lemmon Survey |
| 248440 | 2005 TN51              | 12 d'octubre de 2005   | Bergisch Gladbac     | W. Bickel         |
| 248441 | 2005 TC55              | 5 d'octubre de 2005    | Socorro              | LINEAR            |
| 248442 | 2005 TR57              | 1 d'octubre de 2005    | Mount Lemmon         | Mt. Lemmon Survey |
| 248443 | 2005 TK61              | 3 d'octubre de 2005    | Catalina             | CSS               |
| 248444 | 2005 TT72              | 5 d'octubre de 2005    | Catalina             | CSS               |
| 248445 | 2005 TC73              | 5 d'octubre de 2005    | Catalina             | CSS               |
| 248446 | 2005 TS76              | 5 d'octubre de 2005    | Catalina             | CSS               |
| 248447 | 2005 TL104             | 8 d'octubre de 2005    | Socorro              | LINEAR            |
| 248448 | 2005 TT104             | 8 d'octubre de 2005    | Catalina             | CSS               |
| 248449 | 2005 TJ118             | 7 d'octubre de 2005    | Kitt Peak            | Spacewatch        |
| 248450 | 2005 TF133             | 8 d'octubre de 2005    | Catalina             | CSS               |
| 248451 | 2005 TH152             | 11 d'octubre de 2005   | Kitt Peak            | Spacewatch        |
| 248452 | 2005 TR161             | 9 d'octubre de 2005    | Kitt Peak            | Spacewatch        |
| 248453 | 2005 TX172             | 13 d'octubre de 2005   | Socorro              | LINEAR            |
| 248454 | 2005 TN177             | 4 d'octubre de 2005    | Palomar              | NEAT              |
| 248455 | 2005 TJ189             | 14 d'octubre de 2005   | Anderson Mesa        | LONEOS            |
| 248456 | 2005 TM193             | 5 d'octubre de 2005    | Catalina             | CSS               |
| 248457 | 2005 UU12              | 21 d'octubre de 2005   | Palomar              | NEAT              |
| 248458 | 2005 UK30              | 23 d'octubre de 2005   | Catalina             | CSS               |
| 248459 | 2005 UJ35              | 24 d'octubre de 2005   | Kitt Peak            | Spacewatch        |
| 248460 | 2005 UP39              | 24 d'octubre de 2005   | Kitt Peak            | Spacewatch        |
| 248461 | 2005 UU53              | 23 d'octubre de 2005   | Catalina             | CSS               |
| 248462 | 2005 UD54              | 23 d'octubre de 2005   | Catalina             | CSS               |
| 248463 | 2005 UN55              | 23 d'octubre de 2005   | Catalina             | CSS               |
| 248464 | 2005 UM66              | 22 d'octubre de 2005   | Kitt Peak            | Spacewatch        |
| 248465 | 2005 UT69              | 23 d'octubre de 2005   | Catalina             | CSS               |
| 248466 | 2005 UT71              | 23 d'octubre de 2005   | Catalina             | CSS               |
| 248467 | 2005 UY74              | 23 d'octubre de 2005   | Catalina             | CSS               |
| 248468 | 2005 UT75              | 24 d'octubre de 2005   | Palomar              | NEAT              |
| 248469 | 2005 US78              | 25 d'octubre de 2005   | Catalina             | CSS               |
| 248470 | 2005 UM81              | 20 d'octubre de 2005   | Palomar              | NEAT              |
| 248471 | 2005 UO81              | 20 d'octubre de 2005   | Palomar              | NEAT              |
| 248472 | 2005 UY82              | 22 d'octubre de 2005   | Kitt Peak            | Spacewatch        |
| 248473 | 2005 UZ84              | 22 d'octubre de 2005   | Kitt Peak            | Spacewatch        |
| 248474 | 2005 UK100             | 22 d'octubre de 2005   | Kitt Peak            | Spacewatch        |
| 248475 | 2005 UE105             | 22 d'octubre de 2005   | Kitt Peak            | Spacewatch        |
| 248476 | 2005 UN112             | 22 d'octubre de 2005   | Kitt Peak            | Spacewatch        |
| 248477 | 2005 UF121             | 24 d'octubre de 2005   | Kitt Peak            | Spacewatch        |
| 248478 | 2005 UH126             | 24 d'octubre de 2005   | Kitt Peak            | Spacewatch        |
| 248479 | 2005 UQ159             | 21 d'octubre de 2005   | Palomar              | NEAT              |
| 248480 | 2005 UL167             | 24 d'octubre de 2005   | Kitt Peak            | Spacewatch        |
| 248481 | 2005 UB211             | 27 d'octubre de 2005   | Kitt Peak            | Spacewatch        |
| 248482 | 2005 UE215             | 27 d'octubre de 2005   | Palomar              | NEAT              |
| 248483 | 2005 UG216             | 25 d'octubre de 2005   | Kitt Peak            | Spacewatch        |
| 248484 | 2005 UU237             | 25 d'octubre de 2005   | Kitt Peak            | Spacewatch        |
| 248485 | 2005 UM243             | 25 d'octubre de 2005   | Kitt Peak            | Spacewatch        |
| 248486 | 2005 UY261             | 26 d'octubre de 2005   | Kitt Peak            | Spacewatch        |
| 248487 | 2005 UA273             | 28 d'octubre de 2005   | Kitt Peak            | Spacewatch        |
| 248488 | 2005 UH292             | 26 d'octubre de 2005   | Kitt Peak            | Spacewatch        |
| 248489 | 2005 UA295             | 26 d'octubre de 2005   | Kitt Peak            | Spacewatch        |
| 248490 | 2005 UK308             | 27 d'octubre de 2005   | Mount Lemmon         | Mt. Lemmon Survey |
| 248491 | 2005 UA349             | 25 d'octubre de 2005   | Catalina             | CSS               |
| 248492 | 2005 UH350             | 28 d'octubre de 2005   | Catalina             | CSS               |
| 248493 | 2005 UF352             | 29 d'octubre de 2005   | Catalina             | CSS               |
| 248494 | 2005 UJ360             | 25 d'octubre de 2005   | Kitt Peak            | Spacewatch        |
| 248495 | 2005 UK360             | 25 d'octubre de 2005   | Kitt Peak            | Spacewatch        |
| 248496 | 2005 UQ365             | 27 d'octubre de 2005   | Kitt Peak            | Spacewatch        |
| 248497 | 2005 UB397             | 27 d'octubre de 2005   | Catalina             | CSS               |
| 248498 | 2005 UO399             | 25 d'octubre de 2005   | Anderson Mesa        | LONEOS            |
| 248499 | 2005 UN445             | 31 d'octubre de 2005   | Catalina             | CSS               |
| 248500 | 2005 UK448             | 30 d'octubre de 2005   | Socorro              | LINEAR            |

## 248501-248600
| Nom    | Designació provisional | Data de descobriment   | Lloc de descobriment | Descobridor/s        |
| ------ | ---------------------- | ---------------------- | -------------------- | -------------------- |
| 248501 | 2005 UX478             | 28 d'octubre de 2005   | Catalina             | CSS                  |
| 248502 | 2005 UJ480             | 31 d'octubre de 2005   | Catalina             | CSS                  |
| 248503 | 2005 UN480             | 23 d'octubre de 2005   | Catalina             | CSS                  |
| 248504 | 2005 UO481             | 30 d'octubre de 2005   | Catalina             | CSS                  |
| 248505 | 2005 UU482             | 22 d'octubre de 2005   | Palomar              | NEAT                 |
| 248506 | 2005 UJ492             | 24 d'octubre de 2005   | Palomar              | NEAT                 |
| 248507 | 2005 UN496             | 26 d'octubre de 2005   | Palomar              | NEAT                 |
| 248508 | 2005 UY504             | 24 d'octubre de 2005   | Mauna Kea            | D. J. Tholen         |
| 248509 | 2005 UT514             | 20 d'octubre de 2005   | Apache Point         | A. C. Becker         |
| 248510 | 2005 UN519             | 26 d'octubre de 2005   | Apache Point         | A. C. Becker         |
| 248511 | 2005 VN14              | 3 de novembre de 2005  | Socorro              | LINEAR               |
| 248512 | 2005 VG17              | 4 de novembre de 2005  | Socorro              | LINEAR               |
| 248513 | 2005 VC53              | 3 de novembre de 2005  | Mount Lemmon         | Mt. Lemmon Survey    |
| 248514 | 2005 VV76              | 4 de novembre de 2005  | Anderson Mesa        | LONEOS               |
| 248515 | 2005 VX77              | 6 de novembre de 2005  | Socorro              | LINEAR               |
| 248516 | 2005 VU82              | 3 de novembre de 2005  | Kitt Peak            | Spacewatch           |
| 248517 | 2005 VA121             | 12 de novembre de 2005 | Catalina             | CSS                  |
| 248518 | 2005 WC10              | 21 de novembre de 2005 | Kitt Peak            | Spacewatch           |
| 248519 | 2005 WB18              | 22 de novembre de 2005 | Kitt Peak            | Spacewatch           |
| 248520 | 2005 WY25              | 21 de novembre de 2005 | Kitt Peak            | Spacewatch           |
| 248521 | 2005 WL54              | 21 de novembre de 2005 | Catalina             | CSS                  |
| 248522 | 2005 WS60              | 25 de novembre de 2005 | Palomar              | NEAT                 |
| 248523 | 2005 WG88              | 28 de novembre de 2005 | Mount Lemmon         | Mt. Lemmon Survey    |
| 248524 | 2005 WC98              | 26 de novembre de 2005 | Kitt Peak            | Spacewatch           |
| 248525 | 2005 WA105             | 29 de novembre de 2005 | Catalina             | CSS                  |
| 248526 | 2005 WR108             | 29 de novembre de 2005 | Socorro              | LINEAR               |
| 248527 | 2005 WC121             | 30 de novembre de 2005 | Socorro              | LINEAR               |
| 248528 | 2005 WY121             | 30 de novembre de 2005 | Mount Lemmon         | Mt. Lemmon Survey    |
| 248529 | 2005 WU134             | 25 de novembre de 2005 | Mount Lemmon         | Mt. Lemmon Survey    |
| 248530 | 2005 WQ147             | 25 de novembre de 2005 | Catalina             | CSS                  |
| 248531 | 2005 WU148             | 26 de novembre de 2005 | Mount Lemmon         | Mt. Lemmon Survey    |
| 248532 | 2005 WH152             | 29 de novembre de 2005 | Kitt Peak            | Spacewatch           |
| 248533 | 2005 WL180             | 21 de novembre de 2005 | Catalina             | CSS                  |
| 248534 | 2005 WU180             | 22 de novembre de 2005 | Catalina             | CSS                  |
| 248535 | 2005 WN184             | 29 de novembre de 2005 | Anderson Mesa        | LONEOS               |
| 248536 | 2005 WL185             | 29 de novembre de 2005 | Socorro              | LINEAR               |
| 248537 | 2005 WM185             | 30 de novembre de 2005 | Socorro              | LINEAR               |
| 248538 | 2005 WU185             | 30 de novembre de 2005 | Socorro              | LINEAR               |
| 248539 | 2005 WP190             | 21 de novembre de 2005 | Palomar              | NEAT                 |
| 248540 | 2005 WY195             | 26 de novembre de 2005 | Mount Lemmon         | Mt. Lemmon Survey    |
| 248541 | 2005 XW1               | 1 de desembre de 2005  | Kitt Peak            | Spacewatch           |
| 248542 | 2005 XK3               | 1 de desembre de 2005  | Palomar              | NEAT                 |
| 248543 | 2005 XU5               | 1 de desembre de 2005  | Kitt Peak            | Spacewatch           |
| 248544 | 2005 XJ24              | 2 de desembre de 2005  | Socorro              | LINEAR               |
| 248545 | 2005 XR26              | 4 de desembre de 2005  | Kitt Peak            | Spacewatch           |
| 248546 | 2005 XC28              | 1 de desembre de 2005  | Palomar              | NEAT                 |
| 248547 | 2005 XO41              | 7 de desembre de 2005  | Socorro              | LINEAR               |
| 248548 | 2005 XE54              | 4 de desembre de 2005  | Catalina             | CSS                  |
| 248549 | 2005 XY76              | 8 de desembre de 2005  | Kitt Peak            | Spacewatch           |
| 248550 | 2005 XS92              | 10 de desembre de 2005 | Kitt Peak            | Spacewatch           |
| 248551 | 2005 XH115             | 3 de desembre de 2005  | Mauna Kea            | Mauna Kea            |
| 248552 | 2005 YA                | 17 de desembre de 2005 | Great Shefford       | P. Birtwhistle       |
| 248553 | 2005 YN16              | 22 de desembre de 2005 | Kitt Peak            | Spacewatch           |
| 248554 | 2005 YW34              | 24 de desembre de 2005 | Palomar              | NEAT                 |
| 248555 | 2005 YV37              | 21 de desembre de 2005 | Catalina             | CSS                  |
| 248556 | 2005 YU95              | 25 de desembre de 2005 | Kitt Peak            | Spacewatch           |
| 248557 | 2005 YA107             | 25 de desembre de 2005 | Mount Lemmon         | Mt. Lemmon Survey    |
| 248558 | 2005 YV125             | 26 de desembre de 2005 | Kitt Peak            | Spacewatch           |
| 248559 | 2005 YR147             | 29 de desembre de 2005 | Mount Lemmon         | Mt. Lemmon Survey    |
| 248560 | 2005 YB175             | 30 de desembre de 2005 | Socorro              | LINEAR               |
| 248561 | 2005 YW204             | 25 de desembre de 2005 | Mount Lemmon         | Mt. Lemmon Survey    |
| 248562 | 2005 YZ208             | 22 de desembre de 2005 | Catalina             | CSS                  |
| 248563 | 2005 YE211             | 25 de desembre de 2005 | Catalina             | CSS                  |
| 248564 | 2005 YD257             | 30 de desembre de 2005 | Kitt Peak            | Spacewatch           |
| 248565 | 2005 YH289             | 30 de desembre de 2005 | Kitt Peak            | Spacewatch           |
| 248566 | 2006 AF3               | 2 de gener de 2006     | Catalina             | CSS                  |
| 248567 | 2006 AL22              | 5 de gener de 2006     | Catalina             | CSS                  |
| 248568 | 2006 AH45              | 2 de gener de 2006     | Mount Lemmon         | Mt. Lemmon Survey    |
| 248569 | 2006 AU74              | 8 de gener de 2006     | Catalina             | CSS                  |
| 248570 | 2006 AY83              | 5 de gener de 2006     | Anderson Mesa        | LONEOS               |
| 248571 | 2006 AL87              | 4 de gener de 2006     | Kitt Peak            | Spacewatch           |
| 248572 | 2006 AA92              | 7 de gener de 2006     | Mount Lemmon         | Mt. Lemmon Survey    |
| 248573 | 2006 BY12              | 21 de gener de 2006    | Mount Lemmon         | Mt. Lemmon Survey    |
| 248574 | 2006 BC27              | 20 de gener de 2006    | Kitt Peak            | Spacewatch           |
| 248575 | 2006 BC33              | 21 de gener de 2006    | Kitt Peak            | Spacewatch           |
| 248576 | 2006 BY58              | 23 de gener de 2006    | Kitt Peak            | Spacewatch           |
| 248577 | 2006 BB63              | 21 de gener de 2006    | Palomar              | NEAT                 |
| 248578 | 2006 BT89              | 25 de gener de 2006    | Kitt Peak            | Spacewatch           |
| 248579 | 2006 BS120             | 26 de gener de 2006    | Kitt Peak            | Spacewatch           |
| 248580 | 2006 BF156             | 25 de gener de 2006    | Kitt Peak            | Spacewatch           |
| 248581 | 2006 BU187             | 28 de gener de 2006    | Kitt Peak            | Spacewatch           |
| 248582 | 2006 BO211             | 31 de gener de 2006    | Kitt Peak            | Spacewatch           |
| 248583 | 2006 BX211             | 31 de gener de 2006    | Kitt Peak            | Spacewatch           |
| 248584 | 2006 BR219             | 28 de gener de 2006    | Catalina             | CSS                  |
| 248585 | 2006 BN223             | 30 de gener de 2006    | Kitt Peak            | Spacewatch           |
| 248586 | 2006 BU223             | 30 de gener de 2006    | Kitt Peak            | Spacewatch           |
| 248587 | 2006 BQ249             | 31 de gener de 2006    | Mount Lemmon         | Mt. Lemmon Survey    |
| 248588 | 2006 BH251             | 31 de gener de 2006    | Kitt Peak            | Spacewatch           |
| 248589 | 2006 BZ275             | 26 de gener de 2006    | Kitt Peak            | Spacewatch           |
| 248590 | 2006 CS                | 1 de febrer de 2006    | Siding Spring        | Siding Spring Survey |
| 248591 | 2006 CH40              | 2 de febrer de 2006    | Mount Lemmon         | Mt. Lemmon Survey    |
| 248592 | 2006 CP41              | 2 de febrer de 2006    | Kitt Peak            | Spacewatch           |
| 248593 | 2006 CP66              | 2 de febrer de 2006    | Mount Lemmon         | Mt. Lemmon Survey    |
| 248594 | 2006 DV10              | 21 de febrer de 2006   | Anderson Mesa        | LONEOS               |
| 248595 | 2006 DE14              | 22 de febrer de 2006   | Catalina             | CSS                  |
| 248596 | 2006 DL14              | 22 de febrer de 2006   | Socorro              | LINEAR               |
| 248597 | 2006 DG22              | 20 de febrer de 2006   | Kitt Peak            | Spacewatch           |
| 248598 | 2006 DG28              | 20 de febrer de 2006   | Kitt Peak            | Spacewatch           |
| 248599 | 2006 DK31              | 20 de febrer de 2006   | Mount Lemmon         | Mt. Lemmon Survey    |
| 248600 | 2006 DL31              | 20 de febrer de 2006   | Mount Lemmon         | Mt. Lemmon Survey    |

## 248601-248700
| Nom    | Designació provisional | Data de descobriment | Lloc de descobriment | Descobridor/s        |
| ------ | ---------------------- | -------------------- | -------------------- | -------------------- |
| 248601 | 2006 DH32              | 20 de febrer de 2006 | Mount Lemmon         | Mt. Lemmon Survey    |
| 248602 | 2006 DN38              | 21 de febrer de 2006 | Anderson Mesa        | LONEOS               |
| 248603 | 2006 DB43              | 20 de febrer de 2006 | Kitt Peak            | Spacewatch           |
| 248604 | 2006 DF49              | 21 de febrer de 2006 | Catalina             | CSS                  |
| 248605 | 2006 DB55              | 24 de febrer de 2006 | Kitt Peak            | Spacewatch           |
| 248606 | 2006 DL67              | 22 de febrer de 2006 | Catalina             | CSS                  |
| 248607 | 2006 DU73              | 23 de febrer de 2006 | Kitt Peak            | Spacewatch           |
| 248608 | 2006 DM95              | 24 de febrer de 2006 | Kitt Peak            | Spacewatch           |
| 248609 | 2006 DJ110             | 25 de febrer de 2006 | Socorro              | LINEAR               |
| 248610 | 2006 DJ120             | 21 de febrer de 2006 | Anderson Mesa        | LONEOS               |
| 248611 | 2006 DL131             | 25 de febrer de 2006 | Kitt Peak            | Spacewatch           |
| 248612 | 2006 DO135             | 25 de febrer de 2006 | Mount Lemmon         | Mt. Lemmon Survey    |
| 248613 | 2006 DB136             | 25 de febrer de 2006 | Mount Lemmon         | Mt. Lemmon Survey    |
| 248614 | 2006 DY141             | 25 de febrer de 2006 | Kitt Peak            | Spacewatch           |
| 248615 | 2006 DB150             | 25 de febrer de 2006 | Kitt Peak            | Spacewatch           |
| 248616 | 2006 DC153             | 25 de febrer de 2006 | Kitt Peak            | Spacewatch           |
| 248617 | 2006 DC193             | 27 de febrer de 2006 | Kitt Peak            | Spacewatch           |
| 248618 | 2006 DM215             | 28 de febrer de 2006 | Mount Lemmon         | Mt. Lemmon Survey    |
| 248619 | 2006 EA2               | 3 de març de 2006    | Nyukasa              | Nyukasa              |
| 248620 | 2006 ET17              | 2 de març de 2006    | Kitt Peak            | Spacewatch           |
| 248621 | 2006 EY19              | 2 de març de 2006    | Kitt Peak            | Spacewatch           |
| 248622 | 2006 EC40              | 4 de març de 2006    | Kitt Peak            | Spacewatch           |
| 248623 | 2006 EO44              | 5 de març de 2006    | Kitt Peak            | Spacewatch           |
| 248624 | 2006 EP56              | 5 de març de 2006    | Kitt Peak            | Spacewatch           |
| 248625 | 2006 FM                | 16 de març de 2006   | Palomar              | NEAT                 |
| 248626 | 2006 FL3               | 23 de març de 2006   | Kitt Peak            | Spacewatch           |
| 248627 | 2006 FR4               | 23 de març de 2006   | Socorro              | LINEAR               |
| 248628 | 2006 FJ11              | 23 de març de 2006   | Kitt Peak            | Spacewatch           |
| 248629 | 2006 FT16              | 23 de març de 2006   | Mount Lemmon         | Mt. Lemmon Survey    |
| 248630 | 2006 FD21              | 24 de març de 2006   | Kitt Peak            | Spacewatch           |
| 248631 | 2006 FL24              | 24 de març de 2006   | Kitt Peak            | Spacewatch           |
| 248632 | 2006 FL28              | 24 de març de 2006   | Mount Lemmon         | Mt. Lemmon Survey    |
| 248633 | 2006 FJ43              | 29 de març de 2006   | Socorro              | LINEAR               |
| 248634 | 2006 FU48              | 24 de març de 2006   | Catalina             | CSS                  |
| 248635 | 2006 FJ52              | 27 de març de 2006   | Siding Spring        | Siding Spring Survey |
| 248636 | 2006 FQ53              | 25 de març de 2006   | Mount Lemmon         | Mt. Lemmon Survey    |
| 248637 | 2006 GD2               | 2 d'abril de 2006    | Reedy Creek          | J. Broughton         |
| 248638 | 2006 GO12              | 2 d'abril de 2006    | Kitt Peak            | Spacewatch           |
| 248639 | 2006 GE27              | 2 d'abril de 2006    | Kitt Peak            | Spacewatch           |
| 248640 | 2006 GH31              | 2 d'abril de 2006    | Socorro              | LINEAR               |
| 248641 | 2006 GF40              | 6 d'abril de 2006    | Socorro              | LINEAR               |
| 248642 | 2006 GG40              | 6 d'abril de 2006    | Socorro              | LINEAR               |
| 248643 | 2006 GR40              | 6 d'abril de 2006    | Catalina             | CSS                  |
| 248644 | 2006 HH2               | 18 d'abril de 2006   | Catalina             | CSS                  |
| 248645 | 2006 HK4               | 19 d'abril de 2006   | Mount Lemmon         | Mt. Lemmon Survey    |
| 248646 | 2006 HP7               | 19 d'abril de 2006   | Catalina             | CSS                  |
| 248647 | 2006 HL19              | 18 d'abril de 2006   | Kitt Peak            | Spacewatch           |
| 248648 | 2006 HL38              | 21 d'abril de 2006   | Kitt Peak            | Spacewatch           |
| 248649 | 2006 HW41              | 21 d'abril de 2006   | Kitt Peak            | Spacewatch           |
| 248650 | 2006 HC47              | 20 d'abril de 2006   | Kitt Peak            | Spacewatch           |
| 248651 | 2006 HN54              | 20 d'abril de 2006   | Catalina             | CSS                  |
| 248652 | 2006 HQ56              | 19 d'abril de 2006   | Catalina             | CSS                  |
| 248653 | 2006 HD57              | 23 d'abril de 2006   | Socorro              | LINEAR               |
| 248654 | 2006 HE64              | 24 d'abril de 2006   | Kitt Peak            | Spacewatch           |
| 248655 | 2006 HJ64              | 24 d'abril de 2006   | Kitt Peak            | Spacewatch           |
| 248656 | 2006 HW66              | 24 d'abril de 2006   | Kitt Peak            | Spacewatch           |
| 248657 | 2006 HC77              | 25 d'abril de 2006   | Kitt Peak            | Spacewatch           |
| 248658 | 2006 HK81              | 26 d'abril de 2006   | Kitt Peak            | Spacewatch           |
| 248659 | 2006 HJ84              | 26 d'abril de 2006   | Kitt Peak            | Spacewatch           |
| 248660 | 2006 HA87              | 29 d'abril de 2006   | Catalina             | CSS                  |
| 248661 | 2006 HY94              | 30 d'abril de 2006   | Kitt Peak            | Spacewatch           |
| 248662 | 2006 HM117             | 29 d'abril de 2006   | Kitt Peak            | Spacewatch           |
| 248663 | 2006 HN151             | 30 d'abril de 2006   | Anderson Mesa        | LONEOS               |
| 248664 | 2006 HW151             | 19 d'abril de 2006   | Mount Lemmon         | Mt. Lemmon Survey    |
| 248665 | 2006 JQ13              | 3 de maig de 2006    | Kitt Peak            | Spacewatch           |
| 248666 | 2006 JB14              | 4 de maig de 2006    | Kitt Peak            | Spacewatch           |
| 248667 | 2006 JX16              | 2 de maig de 2006    | Kitt Peak            | Spacewatch           |
| 248668 | 2006 JY20              | 2 de maig de 2006    | Kitt Peak            | Spacewatch           |
| 248669 | 2006 JQ25              | 5 de maig de 2006    | Mount Lemmon         | Mt. Lemmon Survey    |
| 248670 | 2006 JV25              | 3 de maig de 2006    | Mount Lemmon         | Mt. Lemmon Survey    |
| 248671 | 2006 JN38              | 6 de maig de 2006    | Kitt Peak            | Spacewatch           |
| 248672 | 2006 JX40              | 7 de maig de 2006    | Kitt Peak            | Spacewatch           |
| 248673 | 2006 JT44              | 6 de maig de 2006    | Mount Lemmon         | Mt. Lemmon Survey    |
| 248674 | 2006 JK49              | 1 de maig de 2006    | Kitt Peak            | Spacewatch           |
| 248675 | 2006 JS54              | 8 de maig de 2006    | Mount Lemmon         | Mt. Lemmon Survey    |
| 248676 | 2006 JF57              | 14 de maig de 2006   | Palomar              | NEAT                 |
| 248677 | 2006 JO80              | 5 de maig de 2006    | Kitt Peak            | Spacewatch           |
| 248678 | 2006 KC9               | 19 de maig de 2006   | Mount Lemmon         | Mt. Lemmon Survey    |
| 248679 | 2006 KJ9               | 19 de maig de 2006   | Catalina             | CSS                  |
| 248680 | 2006 KO11              | 19 de maig de 2006   | Palomar              | NEAT                 |
| 248681 | 2006 KH20              | 20 de maig de 2006   | Palomar              | NEAT                 |
| 248682 | 2006 KN39              | 20 de maig de 2006   | Siding Spring        | Siding Spring Survey |
| 248683 | 2006 KT41              | 19 de maig de 2006   | Palomar              | NEAT                 |
| 248684 | 2006 KU45              | 21 de maig de 2006   | Mount Lemmon         | Mt. Lemmon Survey    |
| 248685 | 2006 KG52              | 21 de maig de 2006   | Kitt Peak            | Spacewatch           |
| 248686 | 2006 KW53              | 21 de maig de 2006   | Kitt Peak            | Spacewatch           |
| 248687 | 2006 KJ57              | 22 de maig de 2006   | Kitt Peak            | Spacewatch           |
| 248688 | 2006 KR61              | 22 de maig de 2006   | Kitt Peak            | Spacewatch           |
| 248689 | 2006 KM71              | 22 de maig de 2006   | Kitt Peak            | Spacewatch           |
| 248690 | 2006 KV74              | 23 de maig de 2006   | Kitt Peak            | Spacewatch           |
| 248691 | 2006 KN78              | 24 de maig de 2006   | Mount Lemmon         | Mt. Lemmon Survey    |
| 248692 | 2006 KR80              | 25 de maig de 2006   | Mount Lemmon         | Mt. Lemmon Survey    |
| 248693 | 2006 KQ94              | 25 de maig de 2006   | Kitt Peak            | Spacewatch           |
| 248694 | 2006 KH101             | 25 de maig de 2006   | Socorro              | LINEAR               |
| 248695 | 2006 KO109             | 31 de maig de 2006   | Mount Lemmon         | Mt. Lemmon Survey    |
| 248696 | 2006 KZ115             | 29 de maig de 2006   | Kitt Peak            | Spacewatch           |
| 248697 | 2006 KM118             | 28 de maig de 2006   | Kitt Peak            | Spacewatch           |
| 248698 | 2006 KX120             | 20 de maig de 2006   | Catalina             | CSS                  |
| 248699 | 2006 KE121             | 23 de maig de 2006   | Siding Spring        | Siding Spring Survey |
| 248700 | 2006 MD7               | 18 de juny de 2006   | Kitt Peak            | Spacewatch           |

## 248701-248800
| Nom    | Designació provisional | Data de descobriment   | Lloc de descobriment | Descobridor/s         |
| ------ | ---------------------- | ---------------------- | -------------------- | --------------------- |
| 248701 | 2006 MK10              | 17 de juny de 2006     | Kitt Peak            | Spacewatch            |
| 248702 | 2006 MF14              | 17 de juny de 2006     | Siding Spring        | Siding Spring Survey  |
| 248703 | 2006 MK14              | 18 de juny de 2006     | Siding Spring        | Siding Spring Survey  |
| 248704 | 2006 MS14              | 30 de juny de 2006     | Hibiscus             | S. F. Hoenig          |
| 248705 | 2006 MY14              | 23 de juny de 2006     | Anderson Mesa        | LONEOS                |
| 248706 | 2006 NC                | 1 de juliol de 2006    | Pla D'Arguines       | Pla D'Arguines        |
| 248707 | 2006 OH3               | 19 de juliol de 2006   | Lulin                | LUSS                  |
| 248708 | 2006 OK9               | 23 de juliol de 2006   | Pla D'Arguines       | R. Ferrando           |
| 248709 | 2006 OC10              | 21 de juliol de 2006   | Catalina             | CSS                   |
| 248710 | 2006 OY12              | 20 de juliol de 2006   | Palomar              | NEAT                  |
| 248711 | 2006 OC17              | 21 de juliol de 2006   | Anderson Mesa        | LONEOS                |
| 248712 | 2006 OS21              | 28 de juliol de 2006   | Siding Spring        | Siding Spring Survey  |
| 248713 | 2006 PS                | 6 d'agost de 2006      | Anderson Mesa        | LONEOS                |
| 248714 | 2006 PC5               | 12 d'agost de 2006     | Palomar              | NEAT                  |
| 248715 | 2006 PK16              | 15 d'agost de 2006     | Palomar              | NEAT                  |
| 248716 | 2006 PC33              | 13 d'agost de 2006     | Siding Spring        | Siding Spring Survey  |
| 248717 | 2006 QQ4               | 18 d'agost de 2006     | Piszkesteto          | K. Sarneczky, Z. Kuli |
| 248718 | 2006 QM9               | 19 d'agost de 2006     | Kitt Peak            | Spacewatch            |
| 248719 | 2006 QR9               | 19 d'agost de 2006     | Kitt Peak            | Spacewatch            |
| 248720 | 2006 QX14              | 17 d'agost de 2006     | Palomar              | NEAT                  |
| 248721 | 2006 QK18              | 17 d'agost de 2006     | Palomar              | NEAT                  |
| 248722 | 2006 QW18              | 17 d'agost de 2006     | Palomar              | NEAT                  |
| 248723 | 2006 QN19              | 17 d'agost de 2006     | Palomar              | NEAT                  |
| 248724 | 2006 QO21              | 19 d'agost de 2006     | Anderson Mesa        | LONEOS                |
| 248725 | 2006 QE22              | 19 d'agost de 2006     | Anderson Mesa        | LONEOS                |
| 248726 | 2006 QB23              | 19 d'agost de 2006     | Anderson Mesa        | LONEOS                |
| 248727 | 2006 QA29              | 21 d'agost de 2006     | Kitt Peak            | Spacewatch            |
| 248728 | 2006 QD48              | 21 d'agost de 2006     | Kitt Peak            | Spacewatch            |
| 248729 | 2006 QS50              | 22 d'agost de 2006     | Palomar              | NEAT                  |
| 248730 | 2006 QG61              | 21 d'agost de 2006     | Socorro              | LINEAR                |
| 248731 | 2006 QV65              | 27 d'agost de 2006     | Kitt Peak            | Spacewatch            |
| 248732 | 2006 QK66              | 21 d'agost de 2006     | Palomar              | NEAT                  |
| 248733 | 2006 QP111             | 21 d'agost de 2006     | Socorro              | LINEAR                |
| 248734 | 2006 QQ112             | 23 d'agost de 2006     | Palomar              | NEAT                  |
| 248735 | 2006 QA118             | 27 d'agost de 2006     | Anderson Mesa        | LONEOS                |
| 248736 | 2006 QM118             | 27 d'agost de 2006     | Anderson Mesa        | LONEOS                |
| 248737 | 2006 QS118             | 27 d'agost de 2006     | Anderson Mesa        | LONEOS                |
| 248738 | 2006 QG131             | 21 d'agost de 2006     | Palomar              | NEAT                  |
| 248739 | 2006 QA132             | 22 d'agost de 2006     | Palomar              | NEAT                  |
| 248740 | 2006 QO136             | 29 d'agost de 2006     | Anderson Mesa        | LONEOS                |
| 248741 | 2006 QJ137             | 30 d'agost de 2006     | Marly                | Observatoire Naef     |
| 248742 | 2006 QP139             | 17 d'agost de 2006     | Palomar              | NEAT                  |
| 248743 | 2006 QJ155             | 18 d'agost de 2006     | Palomar              | NEAT                  |
| 248744 | 2006 QE163             | 29 d'agost de 2006     | Catalina             | CSS                   |
| 248745 | 2006 QJ166             | 29 d'agost de 2006     | Catalina             | CSS                   |
| 248746 | 2006 QG167             | 30 d'agost de 2006     | Anderson Mesa        | LONEOS                |
| 248747 | 2006 QY168             | 30 d'agost de 2006     | Anderson Mesa        | LONEOS                |
| 248748 | 2006 RN                | 1 de setembre de 2006  | Vicques              | M. Ory                |
| 248749 | 2006 RU                | 2 de setembre de 2006  | Costitx              | OAM                   |
| 248750 | 2006 RH1               | 4 de setembre de 2006  | Roeser               | M. Dawson             |
| 248751 | 2006 RM6               | 14 de setembre de 2006 | Catalina             | CSS                   |
| 248752 | 2006 RM14              | 14 de setembre de 2006 | Kitt Peak            | Spacewatch            |
| 248753 | 2006 RA18              | 14 de setembre de 2006 | Palomar              | NEAT                  |
| 248754 | 2006 RC19              | 14 de setembre de 2006 | Catalina             | CSS                   |
| 248755 | 2006 RW23              | 13 de setembre de 2006 | Palomar              | NEAT                  |
| 248756 | 2006 RD31              | 15 de setembre de 2006 | Socorro              | LINEAR                |
| 248757 | 2006 RK32              | 15 de setembre de 2006 | Kitt Peak            | Spacewatch            |
| 248758 | 2006 RF37              | 12 de setembre de 2006 | Catalina             | CSS                   |
| 248759 | 2006 RW47              | 14 de setembre de 2006 | Palomar              | NEAT                  |
| 248760 | 2006 RA58              | 15 de setembre de 2006 | Socorro              | LINEAR                |
| 248761 | 2006 RB58              | 15 de setembre de 2006 | Kitt Peak            | Spacewatch            |
| 248762 | 2006 RG62              | 12 de setembre de 2006 | Catalina             | CSS                   |
| 248763 | 2006 RR65              | 14 de setembre de 2006 | Catalina             | CSS                   |
| 248764 | 2006 RO69              | 15 de setembre de 2006 | Kitt Peak            | Spacewatch            |
| 248765 | 2006 RT69              | 15 de setembre de 2006 | Kitt Peak            | Spacewatch            |
| 248766 | 2006 RV70              | 15 de setembre de 2006 | Kitt Peak            | Spacewatch            |
| 248767 | 2006 RC82              | 15 de setembre de 2006 | Kitt Peak            | Spacewatch            |
| 248768 | 2006 RA92              | 15 de setembre de 2006 | Kitt Peak            | Spacewatch            |
| 248769 | 2006 RU93              | 15 de setembre de 2006 | Kitt Peak            | Spacewatch            |
| 248770 | 2006 RA98              | 13 de setembre de 2006 | Palomar              | NEAT                  |
| 248771 | 2006 RU122             | 6 de setembre de 2006  | Palomar              | NEAT                  |
| 248772 | 2006 SH5               | 16 de setembre de 2006 | Palomar              | NEAT                  |
| 248773 | 2006 SV8               | 17 de setembre de 2006 | Catalina             | CSS                   |
| 248774 | 2006 ST12              | 16 de setembre de 2006 | Palomar              | NEAT                  |
| 248775 | 2006 SH14              | 17 de setembre de 2006 | Catalina             | CSS                   |
| 248776 | 2006 SW16              | 17 de setembre de 2006 | Catalina             | CSS                   |
| 248777 | 2006 SJ18              | 17 de setembre de 2006 | Kitt Peak            | Spacewatch            |
| 248778 | 2006 SE19              | 17 de setembre de 2006 | Kitt Peak            | Spacewatch            |
| 248779 | 2006 SV26              | 16 de setembre de 2006 | Anderson Mesa        | LONEOS                |
| 248780 | 2006 SH34              | 17 de setembre de 2006 | Catalina             | CSS                   |
| 248781 | 2006 SP35              | 17 de setembre de 2006 | Kitt Peak            | Spacewatch            |
| 248782 | 2006 SX37              | 18 de setembre de 2006 | Kitt Peak            | Spacewatch            |
| 248783 | 2006 SY42              | 18 de setembre de 2006 | Catalina             | CSS                   |
| 248784 | 2006 SF46              | 18 de setembre de 2006 | Catalina             | CSS                   |
| 248785 | 2006 SG49              | 19 de setembre de 2006 | Kitt Peak            | Spacewatch            |
| 248786 | 2006 SA54              | 16 de setembre de 2006 | Catalina             | CSS                   |
| 248787 | 2006 SD57              | 18 de setembre de 2006 | Calvin-Rehoboth      | Calvin College        |
| 248788 | 2006 SM59              | 16 de setembre de 2006 | Anderson Mesa        | LONEOS                |
| 248789 | 2006 SR59              | 17 de setembre de 2006 | Catalina             | CSS                   |
| 248790 | 2006 SR61              | 16 de setembre de 2006 | Catalina             | CSS                   |
| 248791 | 2006 SR77              | 24 de setembre de 2006 | Calvin-Rehoboth      | L. A. Molnar          |
| 248792 | 2006 SS78              | 16 de setembre de 2006 | Catalina             | CSS                   |
| 248793 | 2006 SD85              | 18 de setembre de 2006 | Kitt Peak            | Spacewatch            |
| 248794 | 2006 SV92              | 18 de setembre de 2006 | Kitt Peak            | Spacewatch            |
| 248795 | 2006 SC94              | 18 de setembre de 2006 | Kitt Peak            | Spacewatch            |
| 248796 | 2006 SC104             | 19 de setembre de 2006 | Catalina             | CSS                   |
| 248797 | 2006 SS113             | 23 de setembre de 2006 | Kitt Peak            | Spacewatch            |
| 248798 | 2006 SR114             | 23 de setembre de 2006 | Kitt Peak            | Spacewatch            |
| 248799 | 2006 SW115             | 24 de setembre de 2006 | Anderson Mesa        | LONEOS                |
| 248800 | 2006 SK119             | 18 de setembre de 2006 | Catalina             | CSS                   |

## 248801-248900
| Nom    | Designació provisional | Data de descobriment   | Lloc de descobriment | Descobridor/s                          |
| ------ | ---------------------- | ---------------------- | -------------------- | -------------------------------------- |
| 248801 | 2006 SJ122             | 19 de setembre de 2006 | Catalina             | CSS                                    |
| 248802 | 2006 SQ126             | 21 de setembre de 2006 | Anderson Mesa        | LONEOS                                 |
| 248803 | 2006 SB130             | 19 de setembre de 2006 | Anderson Mesa        | LONEOS                                 |
| 248804 | 2006 SK132             | 16 de setembre de 2006 | Catalina             | CSS                                    |
| 248805 | 2006 SZ132             | 16 de setembre de 2006 | Catalina             | CSS                                    |
| 248806 | 2006 SD145             | 19 de setembre de 2006 | Kitt Peak            | Spacewatch                             |
| 248807 | 2006 SC148             | 19 de setembre de 2006 | Kitt Peak            | Spacewatch                             |
| 248808 | 2006 SV155             | 23 de setembre de 2006 | Kitt Peak            | Spacewatch                             |
| 248809 | 2006 SX162             | 24 de setembre de 2006 | Kitt Peak            | Spacewatch                             |
| 248810 | 2006 SC163             | 24 de setembre de 2006 | Kitt Peak            | Spacewatch                             |
| 248811 | 2006 SJ167             | 25 de setembre de 2006 | Kitt Peak            | Spacewatch                             |
| 248812 | 2006 SU167             | 25 de setembre de 2006 | Kitt Peak            | Spacewatch                             |
| 248813 | 2006 SC175             | 25 de setembre de 2006 | Kitt Peak            | Spacewatch                             |
| 248814 | 2006 SD197             | 16 de setembre de 2006 | Catalina             | CSS                                    |
| 248815 | 2006 ST198             | 22 de setembre de 2006 | Catalina             | CSS                                    |
| 248816 | 2006 SZ212             | 26 de setembre de 2006 | Catalina             | CSS                                    |
| 248817 | 2006 SQ213             | 27 de setembre de 2006 | Kitt Peak            | Spacewatch                             |
| 248818 | 2006 SZ217             | 30 de setembre de 2006 | Kitt Peak            | Spacewatch                             |
| 248819 | 2006 SB253             | 26 de setembre de 2006 | Kitt Peak            | Spacewatch                             |
| 248820 | 2006 SS265             | 26 de setembre de 2006 | Catalina             | CSS                                    |
| 248821 | 2006 SJ269             | 26 de setembre de 2006 | Kitt Peak            | Spacewatch                             |
| 248822 | 2006 SO270             | 27 de setembre de 2006 | Kitt Peak            | Spacewatch                             |
| 248823 | 2006 SX277             | 28 de setembre de 2006 | Socorro              | LINEAR                                 |
| 248824 | 2006 SA281             | 29 de setembre de 2006 | Anderson Mesa        | LONEOS                                 |
| 248825 | 2006 SE284             | 26 de setembre de 2006 | Catalina             | CSS                                    |
| 248826 | 2006 SX302             | 27 de setembre de 2006 | Kitt Peak            | Spacewatch                             |
| 248827 | 2006 SE315             | 27 de setembre de 2006 | Kitt Peak            | Spacewatch                             |
| 248828 | 2006 SG343             | 28 de setembre de 2006 | Kitt Peak            | Spacewatch                             |
| 248829 | 2006 SJ357             | 30 de setembre de 2006 | Catalina             | CSS                                    |
| 248830 | 2006 ST359             | 30 de setembre de 2006 | Catalina             | CSS                                    |
| 248831 | 2006 SC365             | 30 de setembre de 2006 | Catalina             | CSS                                    |
| 248832 | 2006 SK365             | 30 de setembre de 2006 | Catalina             | CSS                                    |
| 248833 | 2006 SK366             | 30 de setembre de 2006 | Mount Lemmon         | Mt. Lemmon Survey                      |
| 248834 | 2006 SG367             | 25 de setembre de 2006 | Catalina             | CSS                                    |
| 248835 | 2006 SX368             | 16 de setembre de 2006 | Apache Point         | A. C. Becker, A. W. Puckett, J. Kubica |
| 248836 | 2006 SF387             | 30 de setembre de 2006 | Apache Point         | A. C. Becker                           |
| 248837 | 2006 SH393             | 28 de setembre de 2006 | Mount Lemmon         | Mt. Lemmon Survey                      |
| 248838 | 2006 SW402             | 26 de setembre de 2006 | Mount Lemmon         | Mt. Lemmon Survey                      |
| 248839 | 2006 SY406             | 25 de setembre de 2006 | Moletai              | Moletai                                |
| 248840 | 2006 TE                | 1 d'octubre de 2006    | Hibiscus             | S. F. Hoenig                           |
| 248841 | 2006 TG4               | 2 d'octubre de 2006    | Mount Lemmon         | Mt. Lemmon Survey                      |
| 248842 | 2006 TJ11              | 15 d'octubre de 2006   | Piszkesteto          | K. Sarneczky, Z. Kuli                  |
| 248843 | 2006 TU12              | 10 d'octubre de 2006   | Palomar              | NEAT                                   |
| 248844 | 2006 TY20              | 11 d'octubre de 2006   | Kitt Peak            | Spacewatch                             |
| 248845 | 2006 TJ26              | 12 d'octubre de 2006   | Kitt Peak            | Spacewatch                             |
| 248846 | 2006 TQ30              | 12 d'octubre de 2006   | Kitt Peak            | Spacewatch                             |
| 248847 | 2006 TC51              | 12 d'octubre de 2006   | Kitt Peak            | Spacewatch                             |
| 248848 | 2006 TK55              | 12 d'octubre de 2006   | Palomar              | NEAT                                   |
| 248849 | 2006 TA61              | 15 d'octubre de 2006   | Kitt Peak            | Spacewatch                             |
| 248850 | 2006 TA62              | 9 d'octubre de 2006    | Palomar              | NEAT                                   |
| 248851 | 2006 TV68              | 11 d'octubre de 2006   | Palomar              | NEAT                                   |
| 248852 | 2006 TC69              | 11 d'octubre de 2006   | Palomar              | NEAT                                   |
| 248853 | 2006 TO72              | 11 d'octubre de 2006   | Palomar              | NEAT                                   |
| 248854 | 2006 TV75              | 11 d'octubre de 2006   | Palomar              | NEAT                                   |
| 248855 | 2006 TW76              | 11 d'octubre de 2006   | Palomar              | NEAT                                   |
| 248856 | 2006 TL85              | 13 d'octubre de 2006   | Kitt Peak            | Spacewatch                             |
| 248857 | 2006 TF98              | 15 d'octubre de 2006   | Kitt Peak            | Spacewatch                             |
| 248858 | 2006 TE101             | 15 d'octubre de 2006   | Kitt Peak            | Spacewatch                             |
| 248859 | 2006 TK105             | 15 d'octubre de 2006   | Kitt Peak            | Spacewatch                             |
| 248860 | 2006 UM5               | 16 d'octubre de 2006   | Goodricke-Pigott     | R. A. Tucker                           |
| 248861 | 2006 UO7               | 16 d'octubre de 2006   | Catalina             | CSS                                    |
| 248862 | 2006 UN8               | 16 d'octubre de 2006   | Catalina             | CSS                                    |
| 248863 | 2006 UW10              | 17 d'octubre de 2006   | Mount Lemmon         | Mt. Lemmon Survey                      |
| 248864 | 2006 UD12              | 17 d'octubre de 2006   | Mount Lemmon         | Mt. Lemmon Survey                      |
| 248865 | 2006 UL53              | 17 d'octubre de 2006   | Kitt Peak            | Spacewatch                             |
| 248866 | 2006 UN55              | 17 d'octubre de 2006   | San Marcello         | San Marcello                           |
| 248867 | 2006 UP56              | 18 d'octubre de 2006   | Kitt Peak            | Spacewatch                             |
| 248868 | 2006 UA58              | 18 d'octubre de 2006   | Kitt Peak            | Spacewatch                             |
| 248869 | 2006 UH67              | 16 d'octubre de 2006   | Catalina             | CSS                                    |
| 248870 | 2006 UR71              | 17 d'octubre de 2006   | Kitt Peak            | Spacewatch                             |
| 248871 | 2006 UT84              | 17 d'octubre de 2006   | Kitt Peak            | Spacewatch                             |
| 248872 | 2006 UA101             | 18 d'octubre de 2006   | Kitt Peak            | Spacewatch                             |
| 248873 | 2006 UA104             | 18 d'octubre de 2006   | Kitt Peak            | Spacewatch                             |
| 248874 | 2006 UZ114             | 19 d'octubre de 2006   | Kitt Peak            | Spacewatch                             |
| 248875 | 2006 UA127             | 19 d'octubre de 2006   | Kitt Peak            | Spacewatch                             |
| 248876 | 2006 UH133             | 19 d'octubre de 2006   | Kitt Peak            | Spacewatch                             |
| 248877 | 2006 UG144             | 19 d'octubre de 2006   | Catalina             | CSS                                    |
| 248878 | 2006 UZ149             | 20 d'octubre de 2006   | Catalina             | CSS                                    |
| 248879 | 2006 UK153             | 21 d'octubre de 2006   | Kitt Peak            | Spacewatch                             |
| 248880 | 2006 UB175             | 16 d'octubre de 2006   | Catalina             | CSS                                    |
| 248881 | 2006 UO181             | 16 d'octubre de 2006   | Catalina             | CSS                                    |
| 248882 | 2006 UE184             | 19 d'octubre de 2006   | Catalina             | CSS                                    |
| 248883 | 2006 UA187             | 19 d'octubre de 2006   | Catalina             | CSS                                    |
| 248884 | 2006 UJ189             | 19 d'octubre de 2006   | Catalina             | CSS                                    |
| 248885 | 2006 UQ190             | 19 d'octubre de 2006   | Catalina             | CSS                                    |
| 248886 | 2006 UC200             | 21 d'octubre de 2006   | Catalina             | CSS                                    |
| 248887 | 2006 UD204             | 22 d'octubre de 2006   | Palomar              | NEAT                                   |
| 248888 | 2006 UU219             | 16 d'octubre de 2006   | Mount Lemmon         | Mt. Lemmon Survey                      |
| 248889 | 2006 UD220             | 16 d'octubre de 2006   | Catalina             | CSS                                    |
| 248890 | 2006 UL222             | 17 d'octubre de 2006   | Catalina             | CSS                                    |
| 248891 | 2006 UB229             | 20 d'octubre de 2006   | Palomar              | NEAT                                   |
| 248892 | 2006 UJ229             | 20 d'octubre de 2006   | Palomar              | NEAT                                   |
| 248893 | 2006 UQ240             | 23 d'octubre de 2006   | Catalina             | CSS                                    |
| 248894 | 2006 UJ266             | 27 d'octubre de 2006   | Kitt Peak            | Spacewatch                             |
| 248895 | 2006 UF268             | 27 d'octubre de 2006   | Catalina             | CSS                                    |
| 248896 | 2006 UE270             | 27 d'octubre de 2006   | Mount Lemmon         | Mt. Lemmon Survey                      |
| 248897 | 2006 UV272             | 27 d'octubre de 2006   | Kitt Peak            | Spacewatch                             |
| 248898 | 2006 UB275             | 28 d'octubre de 2006   | Kitt Peak            | Spacewatch                             |
| 248899 | 2006 UZ284             | 28 d'octubre de 2006   | Mount Lemmon         | Mt. Lemmon Survey                      |
| 248900 | 2006 UJ328             | 17 d'octubre de 2006   | Catalina             | CSS                                    |

## 248901-249000
| Nom           | Designació provisional | Data de descobriment   | Lloc de descobriment | Descobridor/s                                       |
| ------------- | ---------------------- | ---------------------- | -------------------- | --------------------------------------------------- |
| 248901        | 2006 UQ337             | 16 d'octubre de 2006   | Kitt Peak            | Spacewatch                                          |
| 248902        | 2006 UC347             | 20 d'octubre de 2006   | Catalina             | CSS                                                 |
| 248903        | 2006 UF358             | 22 d'octubre de 2006   | Mount Lemmon         | Mt. Lemmon Survey                                   |
| 248904        | 2006 VE                | 1 de novembre de 2006  | Wrightwood           | J. W. Young                                         |
| 248905        | 2006 VM6               | 10 de novembre de 2006 | Kitt Peak            | Spacewatch                                          |
| 248906        | 2006 VX14              | 9 de novembre de 2006  | Kitt Peak            | Spacewatch                                          |
| 248907        | 2006 VU39              | 12 de novembre de 2006 | Mount Lemmon         | Mt. Lemmon Survey                                   |
| 248908        | 2006 VY45              | 15 de novembre de 2006 | Vallemare Borbon     | V. S. Casulli                                       |
| 248909        | 2006 VR52              | 11 de novembre de 2006 | Kitt Peak            | Spacewatch                                          |
| 248910        | 2006 VW64              | 11 de novembre de 2006 | Kitt Peak            | Spacewatch                                          |
| 248911        | 2006 VQ66              | 11 de novembre de 2006 | Catalina             | CSS                                                 |
| 248912        | 2006 VY68              | 11 de novembre de 2006 | Kitt Peak            | Spacewatch                                          |
| 248913        | 2006 VQ80              | 12 de novembre de 2006 | Mount Lemmon         | Mt. Lemmon Survey                                   |
| 248914        | 2006 VM84              | 13 de novembre de 2006 | Kitt Peak            | Spacewatch                                          |
| 248915        | 2006 VS89              | 14 de novembre de 2006 | Kitt Peak            | Spacewatch                                          |
| 248916        | 2006 VF90              | 14 de novembre de 2006 | Catalina             | CSS                                                 |
| 248917        | 2006 VE110             | 13 de novembre de 2006 | Kitt Peak            | Spacewatch                                          |
| 248918        | 2006 VU123             | 14 de novembre de 2006 | Socorro              | LINEAR                                              |
| 248919        | 2006 VO128             | 15 de novembre de 2006 | Kitt Peak            | Spacewatch                                          |
| 248920        | 2006 VS133             | 15 de novembre de 2006 | Socorro              | LINEAR                                              |
| 248921        | 2006 VS143             | 15 de novembre de 2006 | Catalina             | CSS                                                 |
| 248922        | 2006 VT145             | 15 de novembre de 2006 | Catalina             | CSS                                                 |
| 248923        | 2006 VB148             | 15 de novembre de 2006 | Catalina             | CSS                                                 |
| 248924        | 2006 VR152             | 9 de novembre de 2006  | Palomar              | NEAT                                                |
| 248925        | 2006 VN156             | 13 de novembre de 2006 | Apache Point         | Sloan Digital Sky Survey Linked Object Catalog team |
| 248926        | 2006 WZ2               | 17 de novembre de 2006 | Catalina             | CSS                                                 |
| 248927        | 2006 WD5               | 16 de novembre de 2006 | Kitt Peak            | Spacewatch                                          |
| 248928        | 2006 WY7               | 16 de novembre de 2006 | Socorro              | LINEAR                                              |
| 248929        | 2006 WZ11              | 16 de novembre de 2006 | Mount Lemmon         | Mt. Lemmon Survey                                   |
| 248930        | 2006 WL22              | 17 de novembre de 2006 | Mount Lemmon         | Mt. Lemmon Survey                                   |
| 248931        | 2006 WY26              | 18 de novembre de 2006 | Socorro              | LINEAR                                              |
| 248932        | 2006 WE27              | 18 de novembre de 2006 | Kitt Peak            | Spacewatch                                          |
| 248933        | 2006 WA33              | 16 de novembre de 2006 | Catalina             | CSS                                                 |
| 248934        | 2006 WK52              | 16 de novembre de 2006 | Kitt Peak            | Spacewatch                                          |
| 248935        | 2006 WH55              | 16 de novembre de 2006 | Kitt Peak            | Spacewatch                                          |
| 248936        | 2006 WH57              | 17 de novembre de 2006 | Kitt Peak            | Spacewatch                                          |
| 248937        | 2006 WY68              | 17 de novembre de 2006 | Mount Lemmon         | Mt. Lemmon Survey                                   |
| 248938        | 2006 WT81              | 18 de novembre de 2006 | Kitt Peak            | Spacewatch                                          |
| 248939        | 2006 WX107             | 19 de novembre de 2006 | Socorro              | LINEAR                                              |
| 248940        | 2006 WB109             | 19 de novembre de 2006 | Kitt Peak            | Spacewatch                                          |
| 248941        | 2006 WP115             | 20 de novembre de 2006 | Catalina             | CSS                                                 |
| 248942        | 2006 WA125             | 22 de novembre de 2006 | Catalina             | CSS                                                 |
| 248943        | 2006 WU130             | 18 de novembre de 2006 | Catalina             | CSS                                                 |
| 248944        | 2006 WN137             | 19 de novembre de 2006 | Kitt Peak            | Spacewatch                                          |
| 248945        | 2006 WH146             | 20 de novembre de 2006 | Kitt Peak            | Spacewatch                                          |
| 248946        | 2006 WH148             | 20 de novembre de 2006 | Socorro              | LINEAR                                              |
| 248947        | 2006 WR152             | 21 de novembre de 2006 | Mount Lemmon         | Mt. Lemmon Survey                                   |
| 248948        | 2006 WG170             | 23 de novembre de 2006 | Kitt Peak            | Spacewatch                                          |
| 248949        | 2006 WD184             | 25 de novembre de 2006 | Kitt Peak            | Spacewatch                                          |
| 248950        | 2006 WP188             | 24 de novembre de 2006 | Mount Lemmon         | Mt. Lemmon Survey                                   |
| 248951        | 2006 XA4               | 13 de desembre de 2006 | Vicques              | M. Ory                                              |
| 248952        | 2006 XB5               | 1 de desembre de 2006  | Catalina             | CSS                                                 |
| 248953        | 2006 XX11              | 10 de desembre de 2006 | Kitt Peak            | Spacewatch                                          |
| 248954        | 2006 XB17              | 10 de desembre de 2006 | Kitt Peak            | Spacewatch                                          |
| 248955        | 2006 XC21              | 11 de desembre de 2006 | Kitt Peak            | Spacewatch                                          |
| 248956        | 2006 XF29              | 13 de desembre de 2006 | Mount Lemmon         | Mt. Lemmon Survey                                   |
| 248957        | 2006 XE52              | 14 de desembre de 2006 | Socorro              | LINEAR                                              |
| 248958        | 2006 XJ54              | 15 de desembre de 2006 | Socorro              | LINEAR                                              |
| 248959        | 2006 XL66              | 13 de desembre de 2006 | Socorro              | LINEAR                                              |
| 248960        | 2006 YT1               | 17 de desembre de 2006 | Mount Lemmon         | Mt. Lemmon Survey                                   |
| 248961        | 2006 YW3               | 16 de desembre de 2006 | Mount Lemmon         | Mt. Lemmon Survey                                   |
| 248962        | 2006 YG6               | 17 de desembre de 2006 | Mount Lemmon         | Mt. Lemmon Survey                                   |
| 248963        | 2006 YK15              | 20 de desembre de 2006 | Palomar              | NEAT                                                |
| 248964        | 2006 YA16              | 21 de desembre de 2006 | Palomar              | NEAT                                                |
| 248965        | 2006 YD16              | 21 de desembre de 2006 | Kitt Peak            | Spacewatch                                          |
| 248966        | 2006 YX45              | 21 de desembre de 2006 | Catalina             | CSS                                                 |
| 248967        | 2007 AF                | 7 de gener de 2007     | Eskridge             | G. Hug                                              |
| 248968        | 2007 BP30              | 24 de gener de 2007    | Catalina             | CSS                                                 |
| 248969        | 2007 BJ36              | 24 de gener de 2007    | Socorro              | LINEAR                                              |
| 248970        | 2007 BC49              | 19 de gener de 2007    | Vallemare Borbon     | V. S. Casulli                                       |
| 248971        | 2007 BD54              | 24 de gener de 2007    | Kitt Peak            | Spacewatch                                          |
| 248972        | 2007 CO4               | 6 de febrer de 2007    | Mount Lemmon         | Mt. Lemmon Survey                                   |
| 248973        | 2007 CS4               | 6 de febrer de 2007    | Mount Lemmon         | Mt. Lemmon Survey                                   |
| 248974        | 2007 DU7               | 18 de febrer de 2007   | Calvin-Rehoboth      | Calvin College                                      |
| 248975        | 2007 DS38              | 17 de febrer de 2007   | Kitt Peak            | Spacewatch                                          |
| 248976        | 2007 DM97              | 23 de febrer de 2007   | Kitt Peak            | Spacewatch                                          |
| 248977        | 2007 DL109             | 16 de febrer de 2007   | Catalina             | CSS                                                 |
| 248978        | 2007 DH111             | 23 de febrer de 2007   | Kitt Peak            | Spacewatch                                          |
| 248979        | 2007 DY113             | 23 de febrer de 2007   | Kitt Peak            | Spacewatch                                          |
| 248980        | 2007 DW115             | 23 de febrer de 2007   | Mount Lemmon         | Mt. Lemmon Survey                                   |
| 248981        | 2007 EB14              | 9 de març de 2007      | Kitt Peak            | Spacewatch                                          |
| 248982        | 2007 EO22              | 10 de març de 2007     | Mount Lemmon         | Mt. Lemmon Survey                                   |
| 248983        | 2007 EE44              | 9 de març de 2007      | Kitt Peak            | Spacewatch                                          |
| 248984        | 2007 EP73              | 10 de març de 2007     | Mount Lemmon         | Mt. Lemmon Survey                                   |
| 248985        | 2007 EU147             | 12 de març de 2007     | Mount Lemmon         | Mt. Lemmon Survey                                   |
| 248986        | 2007 EX147             | 12 de març de 2007     | Mount Lemmon         | Mt. Lemmon Survey                                   |
| 248987        | 2007 EM180             | 14 de març de 2007     | Mount Lemmon         | Mt. Lemmon Survey                                   |
| 248988        | 2007 EU201             | 9 de març de 2007      | Mount Lemmon         | Mt. Lemmon Survey                                   |
| 248989        | 2007 EM212             | 8 de març de 2007      | Palomar              | NEAT                                                |
| 248990        | 2007 FX3               | 18 de març de 2007     | Nyukasa              | Nyukasa                                             |
| 248991        | 2007 FL22              | 20 de març de 2007     | Kitt Peak            | Spacewatch                                          |
| 248992        | 2007 GG9               | 8 d'abril de 2007      | Kitt Peak            | Spacewatch                                          |
| 248993 Jonava | 2007 GM28              | 14 d'abril de 2007     | Moletai              | Moletai                                             |
| 248994        | 2007 GG45              | 14 d'abril de 2007     | Kitt Peak            | Spacewatch                                          |
| 248995        | 2007 HU48              | 20 d'abril de 2007     | Kitt Peak            | Spacewatch                                          |
| 248996        | 2007 HK62              | 22 d'abril de 2007     | Mount Lemmon         | Mt. Lemmon Survey                                   |
| 248997        | 2007 HP86              | 24 d'abril de 2007     | Kitt Peak            | Spacewatch                                          |
| 248998        | 2007 JH29              | 10 de maig de 2007     | Mount Lemmon         | Mt. Lemmon Survey                                   |
| 248999        | 2007 JL29              | 10 de maig de 2007     | Mount Lemmon         | Mt. Lemmon Survey                                   |
| 249000        | 2007 JX34              | 10 de maig de 2007     | Kitt Peak            | Spacewatch                                          |